# Concours Eurovision de la chanson
Vous lisez un « article de qualité » labellisé en 2017.
Pour les articles homonymes, voir CEC et ESC.
Cet article concerne le concours. Pour le réseau de diffusion européen, voir Eurovision (réseau). Pour les autres significations, voir Eurovision.
Le Concours Eurovision de la chanson (en anglais : Eurovision Song Contest ou ESC) est un événement annuel organisé par l'Union européenne de radio-télévision (UER). Il réunit les membres de l'Union dans le cadre d'une compétition musicale, diffusée en direct et en simultané par tous les diffuseurs participants. Il est retransmis à la télévision (par câble et satellite), la radio et sur Internet. Appelé plus communément Eurovision, d'après le réseau télévisé du même nom, il a été inventé par le directeur général de la télévision publique suisse, Marcel Bezençon, sur le modèle du Festival de Sanremo, créé peu de temps auparavant. Sa toute première édition a eu lieu le 24 mai 1956, à Lugano, en Suisse. Sept pays fondateurs ont concouru alors pour la victoire. Depuis, le Concours s'est tenu chaque année, à l'exception de l'édition 2020, annulée en raison de la pandémie de Covid-19. Le concours a donc eu lieu pendant 64 ans consécutifs avant cette édition annulée. Au fil des ans, le nombre de pays participants a augmenté, passant de sept — lors de la première édition — à une quarantaine au XXIe siècle. À travers les décennies, le Concours a évolué, s'est adapté et réinventé, accompagnant les développements technologiques et musicaux, mais aussi historiques et politiques.
L'Eurovision possède certains attributs symboliques qui ont pérennisé son ancrage dans les mémoires, comme son thème d'ouverture, le prélude orchestral du Te Deum de Marc-Antoine Charpentier. De même, sa procédure de vote, souvent perçue comme sa séquence la plus importante, se déroule selon un schéma récurrent et des règles bien précises et est devenue un rituel annuel.
L'Eurovision est ouvert aux seuls membres actifs de l'UER. Ces membres sont des diffuseurs soit de pays situés dans la Zone européenne de radiodiffusion soit des diffuseurs de pays situés en dehors de cette zone mais membres du Conseil de l'Europe. Tous doivent être membres de l'Union internationale des télécommunications. Cela inclut donc des pays situés en Europe, en Asie et en Afrique. Le Concours est aussi retransmis en direct sur les autres continents, notamment en Afrique du Sud, en Australie, au Canada, en Corée du Sud, aux États-Unis, en Nouvelle-Zélande et en Chine.
L'Eurovision demeure l'un des plus anciens programmes télévisés au monde, et le plus important concours musical jamais organisé. Son succès a dépassé les frontières du continent européen et il a inspiré de nombreuses autres compétitions musicales.

## Histoire

### Origines
Le Concours Eurovision de la chanson trouve ses origines dans le contexte géopolitique des années 1950 et la volonté des dirigeants politiques de l'époque de créer des liens indissolubles entre les pays européens. C'est ainsi qu'est fondée en 1950, l'Union européenne de radio-télévision, qui rassemble les radios et télédiffuseurs publics des principaux pays d'Europe de l'Ouest. Ceux-ci souhaitent mettre leurs ressources en commun, afin d'améliorer la qualité de leurs programmes et de réaliser des économies d'échelle.
Il faut cependant plusieurs années à l'UER pour développer des moyens de production centralisés et surtout, un imaginaire collectif. Ce n'est qu'en 1953 que les diffuseurs membres décident ensemble d'un agenda commun, qui présidera à la saison télévisuelle de l'année 1954.
En janvier 1955, après une première saison satisfaisante, les diffuseurs membres décident de la création d'un événement qui permettra à la fois de populariser l'UER, de promouvoir les relations entre ses membres et d'employer les nouvelles ressources offertes par le réseau Eurovision. Le directeur général de la télévision publique suisse, Marcel Bezençon, avance, sur une suggestion de Sergio Pugliese de la Rai, l'idée d'un festival de musique sur le modèle de celui de Sanremo, créé en 1951,,. Le 19 octobre 1955, les délégués des diffuseurs membres se réunissent au Palais Corsini, à Rome. Le projet est définitivement adopté, et les principes fondamentaux de la compétition musicale télévisuelle et radiophonique formalisés. Le Concours sera un programme télévisé, diffusé en direct et en simultané par tous les diffuseurs participants. Chacun d'entre eux présentera une chanson originale, jouée et interprétée en direct. Une fois toutes les chansons présentées, chaque pays leur attribuera des points. Au terme du vote, le pays ayant obtenu le plus grand nombre de points sera déclaré vainqueur.

### Années 1950  (débuts)

Logo du premier Concours Eurovision.

Le tout premier Concours Eurovision de la chanson a lieu le jeudi 24 mai 1956, au Teatro Kursaal de Lugano, en Suisse. Sept pays concourent pour le grand prix : l'Allemagne, la Belgique, la France, l'Italie, le Luxembourg, les Pays-Bas et la Suisse. L'Autriche, le Danemark et le Royaume-Uni devaient également y participer mais ils n'ont pu respecter la date limite d'inscription et durent s'abstenir. Tous trois diffusent cependant l'événement. C'est le pays hôte, la Suisse qui remporta la compétition, avec la chanson Refrain, interprétée par Lys Assia.
Cette première édition demeure particulière. Seuls des artistes en solo sont admis à concourir et toute chorégraphie est interdite. De plus, chaque pays présente deux chansons — en raison du nombre restreint de participants —, et envoie à Lugano deux jurés. Chaque juré peut attribuer deux points à une chanson, même à une chanson de son propre pays. Les résultats complets n'ont jamais été rendus publics, les bulletins de vote étant détruits immédiatement après la fin de la compétition. Il n'y a donc ni deuxième, ni dernière place.
En 1957, de nouvelles règles donnent au Concours son format actuel. Ainsi, les pays participants ne peuvent présenter qu'une seule chanson. En revanche, des duos sont admis à concourir. La procédure de vote est intégrée au spectacle. Les membres du jury sont désormais contactés par téléphone et donnent leurs résultats oralement et en direct. Une règle fondamentale du Concours est adoptée : il est interdit aux membres des jurys nationaux de voter pour leur propre pays.
En 1958, est instaurée la règle imposant au pays victorieux d'organiser le Concours de l'année suivante.

### Années 1960

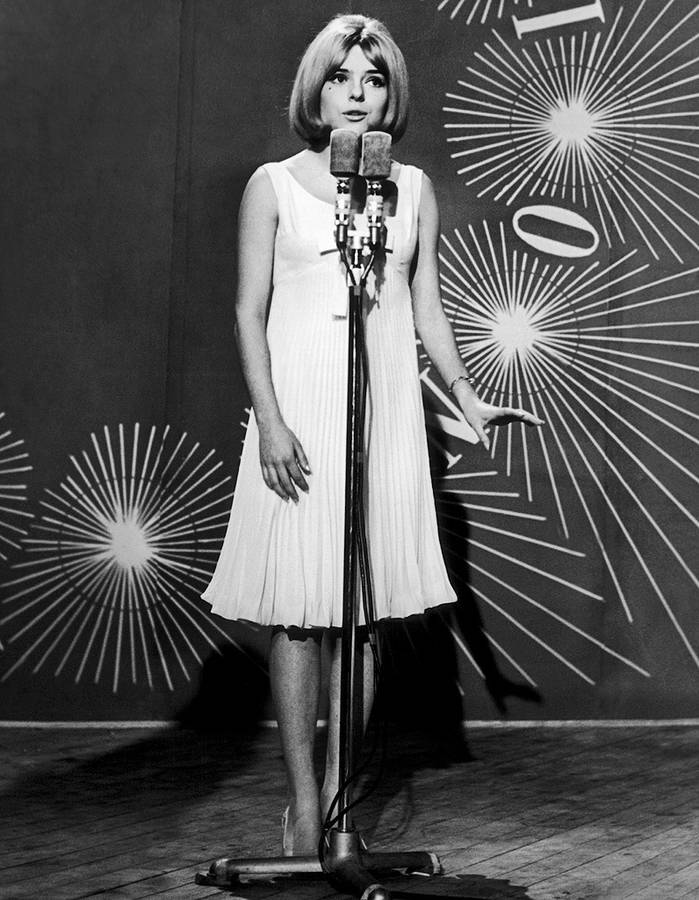
France Gall, gagnante du Concours Eurovision de la chanson 1965.

En 1960, le Concours a lieu le mardi 29 mars. C'est la dernière fois qu'il se tient en milieu de semaine; ensuite il a toujours lieu durant le week-end. La chanson gagnante, Tom Pillibi, interprétée par la Française Jacqueline Boyer, devient la première chanson gagnante du Concours à devenir un succès dans plusieurs pays européens : l'Allemagne, la France, les Pays-Bas, le Royaume-Uni et la Suède notamment. Pour la première fois, le trophée est remis par le gagnant de l'année précédente. Cette nouveauté devient rapidement une tradition.
En 1962, à la suite de l'adoption d'un nouveau système de vote, quatre pays ne reçurent aucun point. C'est la première fois que le tableau d'affichage ne marque aucun point, ce qui donne naissance à une expression particulière : le « nul point », qui désigne toute dernière place sanctionnée par un score nul. En 1964, pour la toute première fois, l'UER délègue sur place un superviseur : Miroslav Vilcek chargé de surveiller le déroulement du vote et d'en contrôler les résultats. La chanson gagnante, Non ho l'età par Gigliola Cinquetti, rencontre par la suite un immense succès partout en Europe, une autre première dans l'histoire du Concours.
En 1965, le Concours est diffusé dans les pays d'Europe de l'Est, par le biais du réseau Intervision, pour une audience potentielle de 150 millions de téléspectateurs, un record pour l'époque. La chanson gagnante, Poupée de cire, poupée de son par France Gall, rencontre un immense succès partout en Europe et pour la première fois de l'histoire du Concours, dans le monde entier. En 1968, pour la toute première fois, le Concours est filmé et diffusé en couleurs. Seuls six pays tirent bénéfice de cette innovation technique : l'Allemagne, la France, les Pays-Bas, le Royaume-Uni, la Suède et la Suisse. Les autres pays ne le diffusant qu'en noir et blanc.
En 1969, pour la première fois, le vote se termine sur un ex æquo. L'Espagne, la France, les Pays-Bas et le Royaume-Uni obtiennent chacun 18 votes. Cette possibilité n'ayant pas été envisagée par le règlement, ces quatre pays sont déclarés vainqueurs et il y a donc quatre chansons gagnantes. Il n'y a ni deuxième, ni troisième, ni quatrième place. Ce résultat remarquable suscite la controverse dans les médias et de nombreux télédiffuseurs demandent une révision des termes du règlement, avant d'envisager une nouvelle participation.

### Années 1970

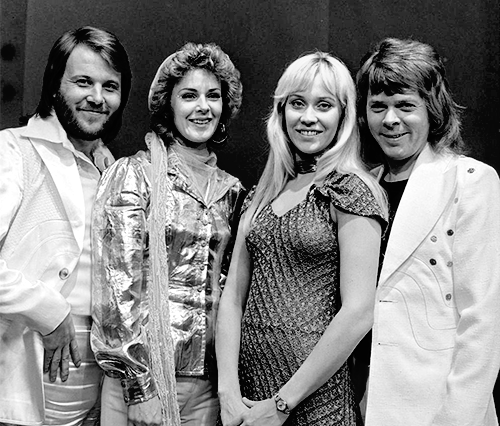
Le groupe suédois ABBA, en 1974, l'année de leur victoire au concours.

En 1970, l'UER adapte le règlement du Concours. Désormais, si deux ou plusieurs chansons obtiennent le même nombre de votes, elles seront chantées à nouveau. Les jurys des autres pays devront alors revoter et choisir laquelle leur semblait la meilleure. En cas de nouvel ex æquo, les chansons concernées seront toutes déclarées gagnantes. Mais l'innovation principale de cette édition 1970 est l'introduction des cartes postales. Il s'agit de courts-métrages, présentant au public les artistes et projetés avant chaque prestation.
L'édition 1974 du concours est remporté par ABBA, avec la chanson Waterloo. C'est la première fois qu'un pays remporte le grand prix dans une langue autre qu'une de ses langues nationales. Waterloo rencontre par la suite un très grand succès commercial et est le premier vainqueur du concours à entrer dans le Top 10 du Billboard américain. C'est également le point de départ d'une formidable carrière pour ABBA. Par ailleurs, le décès inopiné du président Georges Pompidou, le mardi 2 avril 1974, entraîne le retrait de la télévision française et de la candidate Dani : les obsèques présidentielles se tiennent en effet le samedi 6 avril, jour de la finale du Concours.
En 1975, le système de vote est modifié. Les jurys doivent désormais attribuer 1, 2, 3, 4, 5, 6, 7, 8, 10 et 12 points à leurs dix chansons préférées. Ce nouveau système délivre une procédure plus longue, mais plus juste et plus excitante dans son déroulement. Il demeure celui toujours employé à l'heure actuelle et ne connaît de légères modifications que dans l'énonciation des résultats, en 1980 et en 2006.
En 1979, le concours est diffusé pour la première fois à tous les pays participants par satellite depuis le Centre de conventions  Binyanei Ha'Ooma, à Jérusalem. En raison de l'hostilité à Israël des pays voisins, il était impossible de développer un réseau terrestre connecté à l'Europe.

### Années 1980
En 1983, une innovation technique majeure est introduite : l'usage de micros sans fil. En 1987, pour la première fois, des sponsors aident à la réalisation du Concours et apparaissent à l'écran. Également pour la première fois, l'UER fixe un nombre limite de participants : vingt-deux. Cela, afin de limiter à trois heures la durée de retransmission du Concours.
Le Concours 1988 est remporté par Céline Dion, représentant la Suisse, avec sa chanson Ne partez pas sans moi au terme d'une procédure à suspense. En effet, avant le dernier vote, le Royaume-Uni mène le vote avec 136 points et la Suisse est deuxième avec 131 points. Le jury yougoslave, dernier à voter attribue 6 points à la Suisse, la plaçant en tête avec 137 points. La porte-parole yougoslave continue la procédure, attribuant les points supérieurs. Au moment d'attribuer les « douze points », aucun n'a encore été attribué au Royaume-Uni. Finalement, les « douze points » yougoslaves vont à la France, suscitant une grande exclamation du public. La Suisse a alors remporté la victoire avec un seul point d'avance face au Royaume-Uni. Cette chanson est, en 2024, la dernière chanson en français à avoir remporté la victoire.
En 1989, deux des participants suscitent une vive controverse dans les médias, en raison de leur jeune âge. L'UER décide alors de modifier le règlement du concours. Dès l'année suivante, il est imposé aux candidats d'avoir seize ans révolus le jour du concours. En outre, l'UER modifie la règle des ex æquo. Désormais, en cas d'ex æquo, la victoire sera attribuée au pays ayant remporté le plus de « douze points ». Si deux ou plusieurs pays ont reçu en nombre égal la note maximale, ils seront départagés par le décompte des « dix points » et ainsi de suite.

### Années 1990 (expansion)

Carte des participants réguliers en 1992. La Yougoslavie est en rouge, 1992 étant la dernière année d'existence du pays.

Participants réguliers en 1994. Les principaux changements incluent la participation d'états de l'ex-Yougoslavie et de l'Europe de l'Est, montrant une expansion du Concours importante.

En 1991, pour la deuxième fois dans l'histoire du Concours, après 1969, le vote se conclut sur un ex æquo. La France et la Suède ont en effet obtenu chacune 146 points à l'issue de la procédure. Le superviseur décide alors de mettre en application la règle ad hoc, introduite en 1989. Il fait procéder au décompte des « douze points ». Il apparaît alors que la France et la Suède en ont reçu chacune quatre. Le superviseur décompte alors les « dix points ». La France en a reçu deux et la Suède, cinq. Par conséquent, la Suède a été proclamée vainqueur. C'est la toute première fois que le vainqueur a été désigné en recourant à la règle des ex æquo.
En 1993, à la suite de la chute du Rideau de fer, à l'intégration de l'OIRT dans l'UER et à la dislocation de la Yougoslavie, le nombre de pays désireux de participer au concours croît fortement. L'UER élargit le nombre maximum de pays participants, le faisant passer de vingt-trois à vingt-cinq. Mais seuls les vingt-deux pays ayant participé à l'édition 1992 du Concours obtiennent d'emblée une place en finale de l'édition 1993. L'UER décidé que les trois dernières places seraient attribuées via une présélection, qui sera organisée par la télévision publique slovène : Kvalifikacija za Millstreet, la toute première présélection de l'histoire du Concours. Les débuts de la Bosnie-Herzégovine suscitent l'intérêt des médias, ainsi qu'un vif courant de sympathie envers la délégation bosnienne. Le pays est en effet au beau milieu d'une guerre sanglante. Au moment du Concours, le territoire bosnien est en grande partie occupé et sa capitale, Sarajevo, encerclée par l'armée serbe qui en fait le siège. La délégation bosnienne a d'ailleurs les plus grandes peines à quitter le pays. Elle doit ainsi courir sur le tarmac de l'aéroport de Sarajevo, pour échapper aux balles des tireurs embusqués. Le chef d'orchestre bosnien doit pour cette raison renoncer à embarquer et voit l'avion partir sans lui.
En 1994, l'UER introduit une nouvelle règle, visant à réguler le trop grand nombre de pays souhaitant participer au concours : la relégation. Désormais, les six pays terminant aux dernières places du classement final perdent leur droit à concourir l'année suivante. La relégation reste en vigueur jusqu'en 2004 et l'instauration de demi-finales.
En 1996, cependant, l'UER décide d'en revenir à un système de présélection. Seul le pays hôte, la Norvège obtient une qualification automatique pour la finale. Les vingt-huit autres pays doivent passer par la présélection. Cette dernière est une présélection audio : il n'y a d'elle aucune retransmission télévisée. Il n'y a pas non plus de prestation en direct et avec orchestre des chansons. Cette méthode de présélection suscite immédiatement la controverse. Premièrement, sa procédure manque de transparence : le vote demeure secret et le grand public n'y a aucun accès. Deuxièmement, elle s'avère injuste pour certains pays qui se voient éliminés d'emblée, sans avoir eu la possibilité de présenter leur candidat à l'Europe et au monde, et parfois après avoir organisé un processus de sélection interne long et coûteux. Par conséquent, c'est la seule fois où cette méthode a été employée. Le système des relégations a été réinstauré l'année suivante.
En 1997, pour la toute première fois, dans cinq pays (l'Allemagne, l'Autriche, le Royaume-Uni, la Suède et la Suisse), le vote est décidé par télévote. Les spectateurs peuvent décider par téléphone de leurs chansons préférées. Leurs votes ainsi exprimés sont ensuite agrégés, en 1, 2, 3, 4, 5, 6, 7, 8, 10 et 12 points. L'introduction partielle du télévote est voulue par l'UER pour rajeunir l'image du Concours et faire se rapprocher les chansons gagnantes, des standards de la musique contemporaine. Le test est considéré comme réussi et l'année suivante, le télévote est étendu à tous les pays participants.
En 1999, l'UER décide de créer un statut particulier pour ses plus importants contributeurs financiers. Ceux-ci recevront désormais la garantie d'une place automatique en finale, quels que soient leurs résultats des cinq années précédentes. Cette mesure concerne à l'époque l'Allemagne, l'Espagne, la France et le Royaume-Uni, connus désormais sous l'appellation collective de « Big Four ». L'Italie vient les rejoindre en 2011 et ensemble, ils forment alors le groupe des « Big Five ». En outre, le recours à un orchestre devient facultatif. La télévision publique israélienne se saisit de cette opportunité pour réduire le budget de l'organisation et ne fournit simplement aucun orchestre aux participants. C'est donc la première fois dans l'histoire du Concours qu'aucune musique n'est interprétée en direct durant la retransmission et que tous les interprètes ont été accompagnés d'une bande-son. La suppression de l'orchestre suscite la controverse. De nombreux experts et fans du Concours s'en montrent extrêmement déçus.

### Années 2000

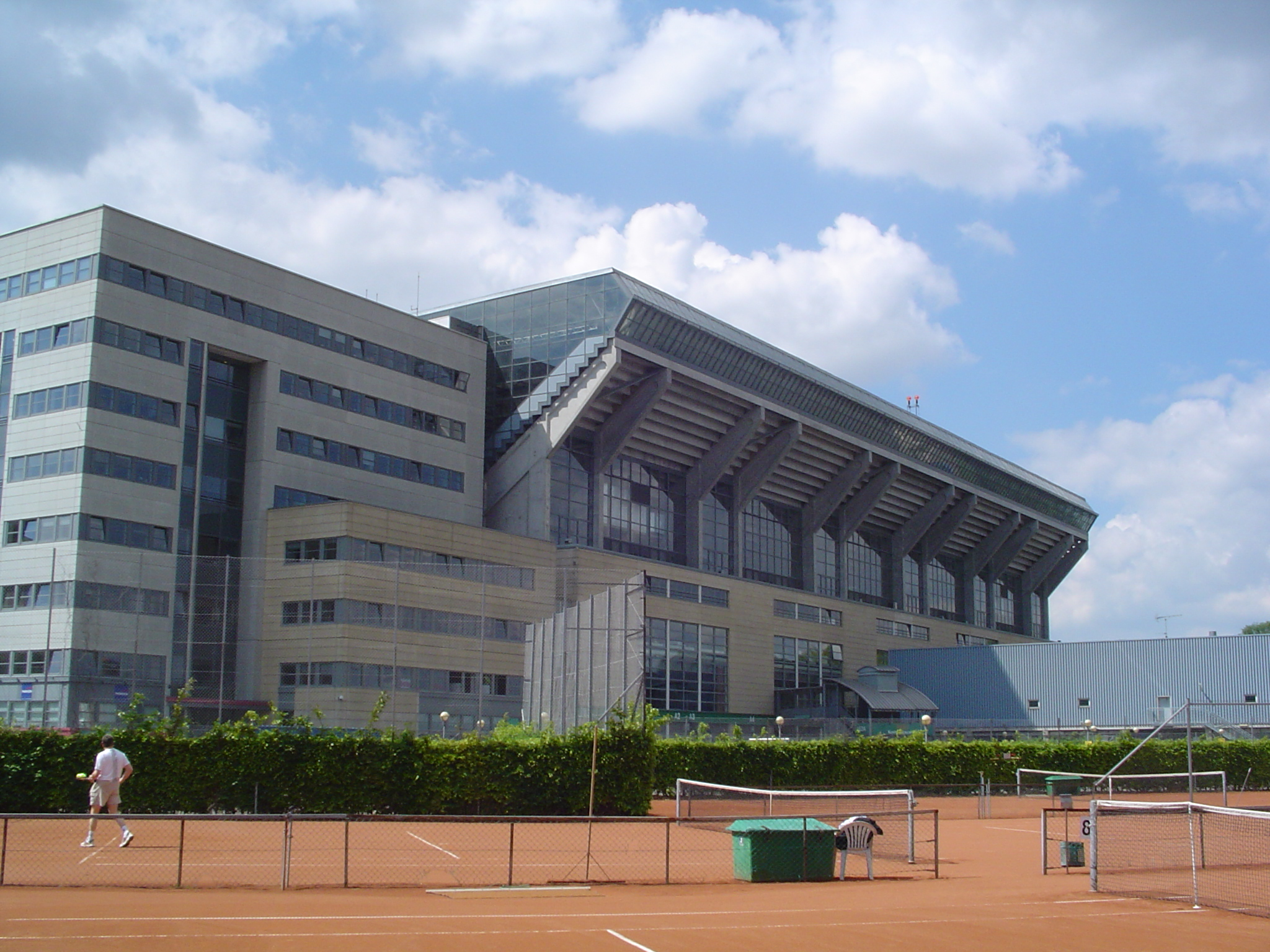
Le Parken Stadium à Copenhague, lieu d'accueil du Concours 2001.

En 2001, le Danemark, qui remporte l'édition 2000, se charge de l'organisation du Concours. La volonté initiale des organisateurs est de surpasser de toutes les façons possibles la production suédoise de l'année précédente. Ils décident pour cela de transformer le Concours en une superproduction télévisuelle à la pointe de la technologie et du progrès. Le Concours a lieu au Parken Stadium, stade omnisports situé à Copenhague. Le record de 13 000 spectateurs établi l'année précédente, est largement surpassé, puisque 35 000 spectateurs prennent place dans le Parken, le plus vaste public de l'histoire du Concours. Le résultat est cependant décevant : la plupart des spectateurs dans le Parken ne peuvent même pas apercevoir les artistes, étant tous assis trop loin de la scène.
En 2003, l'UER modifie une dernière fois la règle en matière d'ex æquo. Désormais, si deux ou plusieurs pays obtiennent le même score final, sera déclaré vainqueur le pays ayant reçu des points du plus grand nombre de pays participants. En cas de nouvelle égalité, il sera alors procédé au décompte des « douze points », puis des « dix », etc.
En 2004, face au nombre croissant de pays souhaitant concourir, l'UER supprime le système des relégations et introduit une demi-finale, afin de déterminer les participants à la finale. Désormais, sont qualifiés d'office pour cette dernière : les quatre contributeurs financiers les plus importants de l'Union (les « Big Four » - l'Allemagne, l'Espagne, la France et le Royaume-Uni) ainsi que les dix autres pays ayant terminé en tête du classement (y compris le pays vainqueur). Tous les autres pays doivent passer par la demi-finale, organisée le mercredi précédant la finale et au terme de laquelle dix autres pays se qualifieront. Les pays non qualifiés conserveront néanmoins leur droit de vote pour la finale. En outre, afin de donner une identité plus permanente et durable au concours, l'UER décide de le doter d'un logo générique.

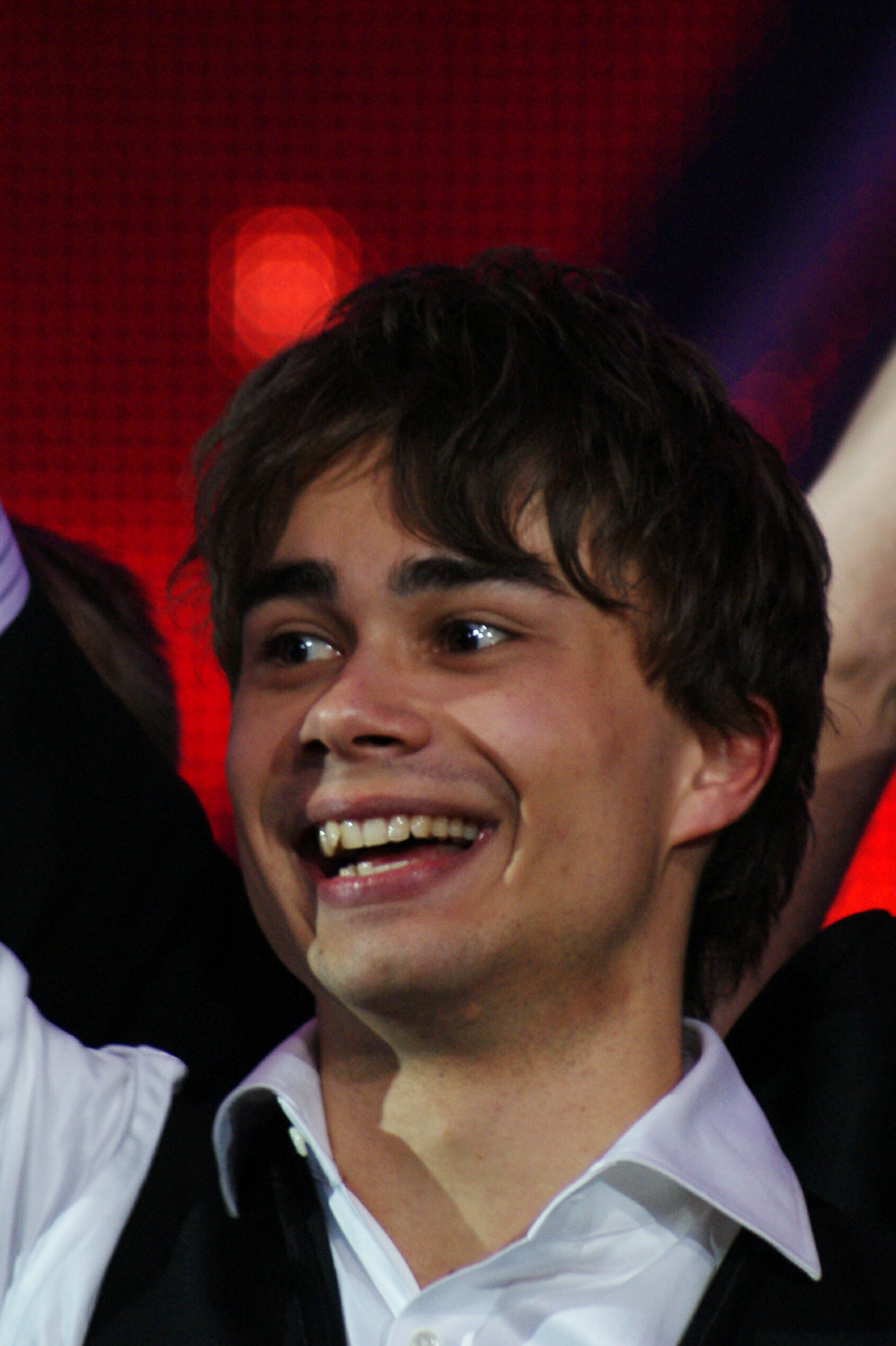
Alexander Rybak, vainqueur du Concours 2009.

En 2005, l'UER organise, conjointement avec la télévision publique danoise, une cérémonie spéciale à Copenhague, le 22 octobre, pour célébrer les cinquante ans du Concours. Intitulée Congratulations : 50 ans du Concours Eurovision de la chanson (en anglais : Congratulations: 50 Years of the Eurovision Song Contest), l'émission sert également à déterminer la meilleure chanson ayant concouru durant ces cinquante années. Trente-deux pays diffusent l'émission en direct et participent au vote. C'est finalement la chanson Waterloo, interprétée par le groupe ABBA et qui a remporté la victoire pour la Suède en 1974, qui est couronnée.

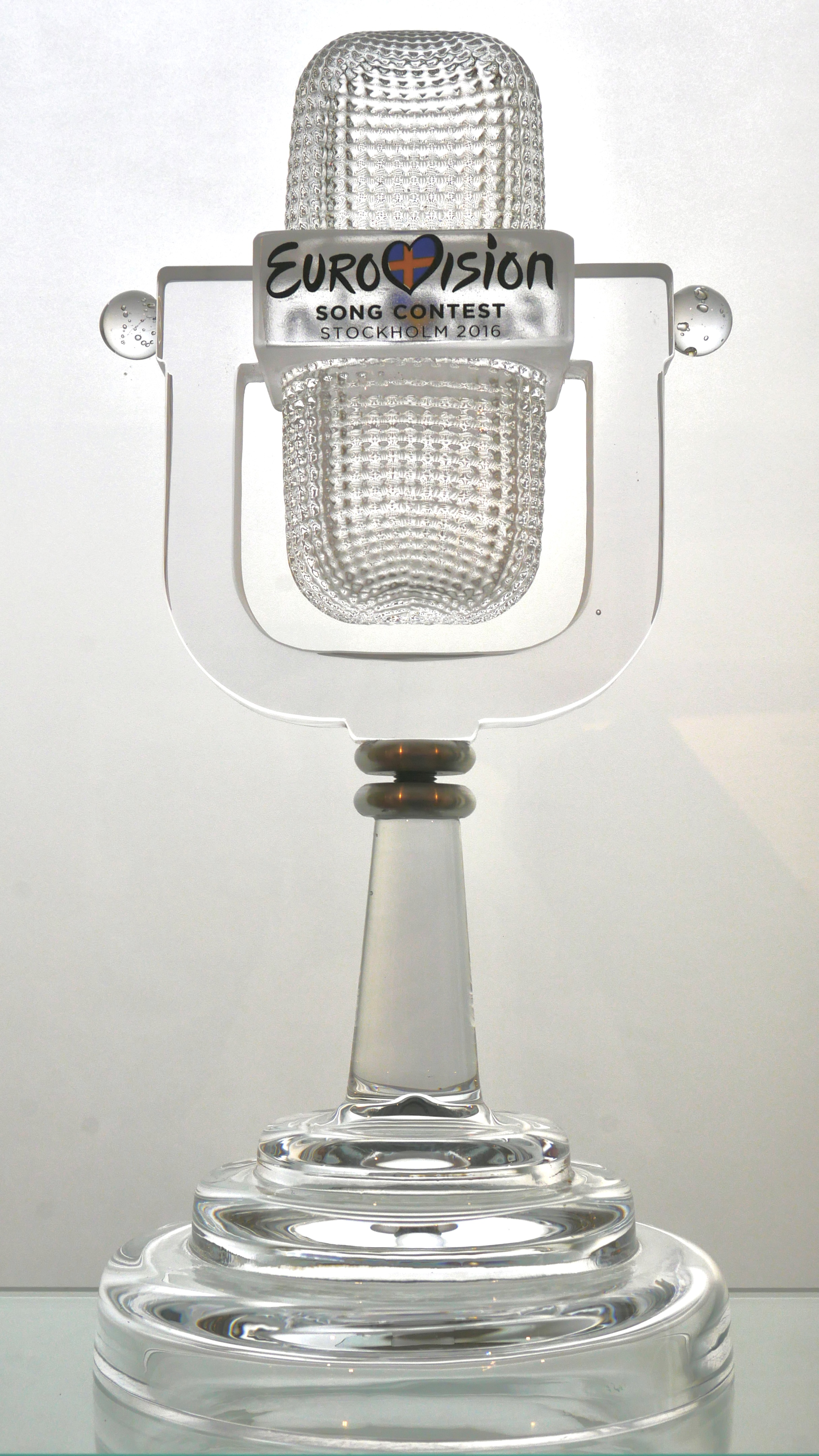
Réplique du Micro de cristal, trophée de l'Eurovision depuis 2008, exposée au musée du verre de Växjö.

En 2008, le nombre croissant de pays participants et la controverse sur les résultats de l'édition 2007 poussent l'UER à modifier les règles du Concours. Le principe d'une demi-finale unique, utilisé depuis 2004, est supprimé et remplacé par celui de deux demi-finales, organisées le mardi et le jeudi précédant la finale. Désormais, ne seront plus qualifiés automatiquement pour la finale que le pays hôte (vainqueur de l'édition précédente) et les « Big Four » (les quatre plus importants contributeurs financiers de l'Union – l'Allemagne, l'Espagne, la France et le Royaume-Uni). Tous les autres pays participants devront passer par une des deux demi-finales pour se qualifier. Les résultats de ces demi-finales seront décidés selon une nouvelle clé de répartition entre les votes du public et les votes des jurys de substitution. Le public continuera de voter par téléphone et SMS lors du direct et les jurys, lors de la dernière répétition générale. Les neuf chansons arrivées en tête du vote du public se qualifieront automatiquement pour la finale. La dixième chanson sera décidée par les jurys : il s'agira de celle la plus haut placée dans leur classement, qui n'aura pas été qualifiée par le télévote. Pour la première fois, est créé un trophée générique, destiné à remplacer les différents modèles utilisés antérieurement. Sa conception est confiée à l'artiste verrier suédois Kjell Engman. Celui-ci conçoit un modèle en forme de microphone classique, coulé dans du verre solide translucide. Ce trophée est parfois surnommé « Micro de cristal ».
En 2009, à la suite des controverses des deux années précédentes sur le système de vote et ses résultats, l'UER modifie le règlement du Concours et réintroduit un vote de jurys professionnels en finale. Désormais, chaque pays doit établir deux classements : le premier selon les votes des téléspectateurs ; le second selon les votes d'un jury de cinq spécialistes. Les deux classements sont ensuite additionnés, en prenant comme base les places obtenues par chaque chanson. La moyenne des classements respectifs donne les résultats finaux du pays. En cas d'égalité entre deux chansons dans les résultats finaux, le classement des téléspectateurs l'emporte sur celui du jury. La clé de répartition des votes pour les demi-finales demeure inchangée.

### Années 2010

Première version du logo générique, utilisée entre 2004 et 2014.

Seconde version du logo générique, utilisée entre 2015 et 2025.

En 2010, l'UER décide d'harmoniser le système de vote entre la finale et les demi-finales. Le système employé l'année précédente pour la finale est ainsi étendu à ces dernières.
En juillet 2014, dix ans après son introduction et sur demande de l'UER, l'agence néerlandaise de communication Citizen Agency procède à une mise à jour du logo générique du Concours.
La 60e édition du Concours est la première à voir participer un pays qui ne soit pas un membre actif de l'UER : l'Australie. En effet, le diffuseur australien SBS diffuse alors le Concours depuis trente ans, est un diffuseur associé de l'UER et a déjà eu une importante implication en créant un entracte de la deuxième demi-finale de l'Eurovision 2014. L'Australie est alors invitée à concourir exceptionnellement lors de l'édition 2015, dans un but également commémoratif pour le 60e Concours. L'Australie accepte l'invitation et ainsi, peut concourir sous les mêmes règles que les autres participants. Cependant, afin de ne pas compromettre les chances de qualification des participants européens, l'Australie est annoncée comme qualifiée d'office en finale, au même titre que l'Autriche (pays hôte cette année) et que le Big Five. L'Australie continuera finalement de concourir, participe aux qualifications depuis 2016 et, en 2022, est toujours un participant régulier.

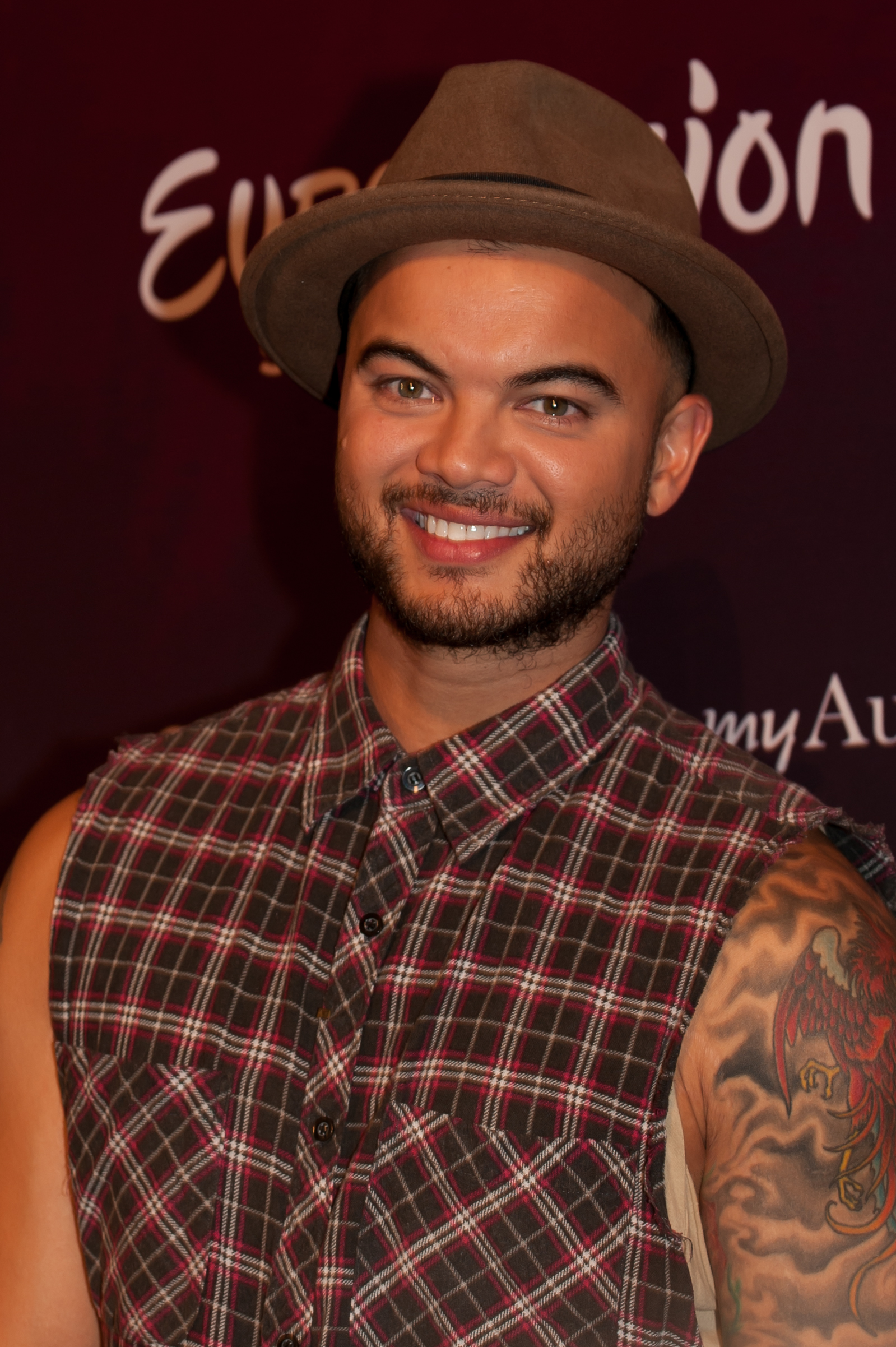
Guy Sebastian, premier représentant de l'Australie au Concours.

Toujours en 2015, le Concours a été récompensé du record Guiness de la plus longue compétition musicale annuelle encore en cours.
En 2017, l'Ukraine, qui organise le concours cette année-là, interdit à la représentante de la Russie de venir au Concours. L'Eurovision réagit en dénonçant une décision « inacceptable » et menace l'Ukraine d'exclusion des futures éditions. Des journalistes russes accrédités pour l'Eurovision sont également refoulés à la frontière. Finalement, l'UER sanctionne le diffuseur ukrainien d'une amende de 200 000 €.
En septembre 2018, 140 artistes de renommée internationale signent une tribune appelant à boycotter le Concours 2019 se tenant en Israël. Parmi les signataires de cet appel, lancé en soutien aux artistes palestiniens, on relève entre autres les noms de Roger Waters, Ken Loach, Mike Leigh, Aki Kaurismäki, Yann Martel, Alia Shawkat, Jacques Tardi, Alain Guiraudie et Elli Medeiros. Selon les signataires, « tant que les Palestiniens ne pourront pas jouir de la liberté, de la justice et de l'égalité des droits, il ne devrait pas y avoir d'affaire avec l'État qui leur refuse leurs droits fondamentaux,. »

### Années 2020
Les années 2020 sont marquées par un événement de taille dans l'histoire du Concours. En effet, l'édition 2020, devant se tenir à Rotterdam, aux Pays-Bas, du 12 au 16 mai, est annulée à la suite de la pandémie de Covid-19. Cette décision survient le 18 mars 2020, alors que la pandémie touche une grande partie de l'Europe. C'est la première fois depuis la création du Concours en 1956 qu'une édition (ici la 65e) est annulée.
En 2022, la Russie est exclue du Concours, en raison de l'invasion de l'Ukraine. Dans son communiqué, l'UER déclare qu'« au vu de la crise sans précédent en Ukraine, l'inclusion d'une participation russe lors du concours de cette année porterait atteinte à la réputation de la compétition »,. Toujours en raison de l'invasion de l'Ukraine, le Concours Eurovision de la chanson 2023 se tient au Royaume-Uni, à Liverpool, malgré la victoire ukrainienne en 2022. Les diffuseurs britanniques — la BBC — et ukrainien — Suspilne — collaborent étroitement pour l'organisation.

## Règles

### Chansons
Les chansons concurrentes sont choisies lors de sélections nationales organisées par les diffuseurs participants. L'organisation et la forme de ces sélections sont laissées à l'entière détermination des diffuseurs participants. Les chansons retenues ne doivent pas avoir été commercialisées avant le premier septembre de l'année précédente et leur durée maximale doit être de trois minutes.
Les paroles des chansons, ainsi que leur présentation, ne peuvent porter atteinte, ni au Concours, ni à l'UER. Il est interdit d'inclure tout mot ou tout geste de nature politique ou assimilable. Il est interdit d'inclure toute insulte ou tout langage inacceptable. Il est enfin interdit d'inclure tout message publicitaire d'aucune sorte.

### Présentation
Chaque présentation ne peut compter que six personnes au maximum sur scène. Aucun animal vivant ne peut être amené sur scène. Tous les artistes participants doivent interpréter leur chanson en direct sur scène. Ils doivent être accompagnés par une bande-son préenregistrée. Cette dernière peut à partir de l'édition 2021 contenir des chœurs pré-enregistrés, ce qui était impossible jusqu'alors avec l'interdiction d'inclure ni des paroles ni des semblants de voix.

### Vote
Tous les diffuseurs participants doivent réunir un jury national, pour voter lors de la demi-finale, puis de la finale (même s'ils n'ont pas été qualifiés pour cette dernière). En outre, chaque diffuseur participant doit permettre aux téléspectateurs de son pays de participer au vote et à l'élection de la chanson gagnante. Les téléspectateurs ne peuvent pas voter pour la chanson de leur propre pays.
La procédure de vote est souvent vue comme la partie la plus importante et la plus attendue du Concours, au point d'être profondément ancrée dans l'imaginaire collectif européen et d'être devenue un véritable rite annuel. La procédure se déroule selon un schéma récurrent et des règles bien précises, fixées par les autorités responsables de l'UER. Ces règles ont évolué au fur et à mesure des éditions du Concours et des développements technologiques. Au total, neuf systèmes de vote différents ont été utilisés.
| Tableau récapitulatif des systèmes de votes | Tableau récapitulatif des systèmes de votes |
| Année(s)                                    | Système de vote |
| ------------------------------------------- | --- |
| 1956                                        | Deux jurés par pays : chaque juré attribue deux points à sa chanson préférée. Pour la seule fois dans le Concours, un pays pouvait voter pour lui-même. |
| 1957, 1958, 1959, 1960, 1961                | Dix jurés par pays : chaque juré attribue un point à sa chanson préférée. |
| 1962                                        | Chaque pays attribue 1, 2 et 3 points à ses trois chansons préférées. |
| 1963                                        | Chaque pays attribue 1, 2, 3, 4 et 5 points à ses cinq chansons préférées. |
| 1964, 1965, 1966                            | Chaque pays dispose de neuf points à répartir ainsi : 1, 3 et 5 points à ses trois chansons préférées ; ou 3 et 6 points à ses deux chansons préférées ; ou 9 points à sa chanson préférée. |
| 1967, 1968, 1969, 1970                      | Dix jurés par pays : chaque juré attribue un point à sa chanson préférée. |
| 1971, 1972, 1973                            | Deux jurés par pays : chaque juré attribue entre 1 et 5 points à chaque chanson. |
| 1974                                        | Dix jurés par pays : chaque juré attribue un point à sa chanson préférée. |
| 1975 - 2015                                 | Chaque pays attribue 1, 2, 3, 4, 5, 6, 7, 8, 10 et 12 points à ses dix chansons préférées. |
| 2016 - 2022                                 | Les jurys et les téléspectateurs de chaque pays attribuent séparément 1, 2, 3, 4, 5, 6, 7, 8, 10 et 12 points à leurs dix chansons préférées. |
| 2023 -                                      | En demi-finale : chaque pays attribue via le télévote 1, 2, 3, 4, 5, 6, 7, 8, 10 et 12 points à ses dix chansons préférées. Un jeu de points supplémentaire est attribué par les pays non-participants, comptant comme un seul vote. En finale : Les jurys et les téléspectateurs de chaque pays attribuent séparément 1, 2, 3, 4, 5, 6, 7, 8, 10 et 12 points à leurs dix chansons préférées. Un jeu de points supplémentaire est attribué par le télévote des pays non-participants, comptant comme un seul vote. Ce vote n'ayant pas de jury équivalent, le télévote attribue donc un jeu de points de plus que les jurys. |

Selon les règles actuelles, lors des demi-finales, les dix chansons ayant reçu les dix meilleurs résultats se qualifient pour la finale. Les résultats sont annoncés après que toutes les chansons ont été présentées et à l'issue d'un entracte. Les noms des pays qualifiés sont énoncés par les présentateurs. Ceux-ci les annoncent dans un ordre aléatoire. Les pays non qualifiés conservent leur droit de vote en finale.
Lors de la finale, les résultats sont annoncés après que toutes les chansons ont été présentées et à l'issue d'un entracte. Les points des jurys professionnels sont successivement annoncés par les porte-paroles des diffuseurs participants. Les points des téléspectateurs sont annoncés séparément par les présentateurs.
Les points attribués sont affichés sur un tableau virtuel dynamique. Les noms des pays y sont ordonnés en deux colonnes, selon le nombre de points reçus. Le pays en tête apparaît en haut de la colonne de gauche ; le pays ayant reçu le moins de points, en bas de la colonne de droite. Les points de un à dix sont attribués automatiquement. Les porte-paroles annoncent l'attribution des « douze points », en s'exprimant clairement et distinctement, soit en anglais, soit en français. Les présentateurs annoncent ensuite les votes combinés des téléspectateurs suivant l'ordre inverse du classement des jurys nationaux, partant du pays ayant obtenu le moins de points des jurys nationaux et terminant avec celui en ayant obtenu le plus.
Le gagnant du Concours est la chanson qui, à la fin de l'annonce des résultats, a obtenu le plus haut score des votes combinés. Les présentateurs annoncent alors le nom du pays vainqueur.
Les résultats complets des votes sont publiés, après la fin de la finale, sur le site officiel du Concours.

### Résultats
Après que toutes les chansons ont été présentées, les présentateurs doivent annoncer les résultats. Lors des demi-finales, il s'agit des noms des dix pays qualifiés. Lors de la finale, les résultats des jurys professionnels sont annoncés successivement par les porte-paroles des diffuseurs participants. Ces porte-paroles doivent s'exprimer clairement et distinctement, soit en anglais, soit en français. Ils doivent énoncer les noms des pays concernés et le nombre de points qu'ils reçoivent. Les présentateurs doivent alors répéter les résultats dans l'autre langue usuelle du concours (en français, si les résultats sont énoncés en anglais ; en anglais, si les résultats sont énoncés en français). Une fois conclus les votes des jurys, les présentateurs annoncent les votes des téléspectateurs dans l'ordre ascendant, du pays ayant reçu le moins de points à celui en ayant reçu le plus.
Les gagnants respectifs des demi-finales et de la finale sont les chansons qui ont obtenu le plus haut score des votes combinés, au moment de l'annonce des résultats.

### Ex æquo
En cas d'un ex æquo pour la première place en finale, la chanson ayant reçu le plus grand nombre de points par le télévote l'emporte. En cas d'égalité, celle ayant reçu des points du plus grand nombre de télévotes l'emporte. En cas de nouvel ex æquo, il est procédé au décompte des « douze points » puis des « dix points », etc., etc., jusqu'à résolution du cas. Si malgré toutes ces procédures, l'ex æquo demeure, la chanson présentée la première durant la soirée l'emporte.

## Format

### Généralités
La dénomination officielle de l'événement est « Concours Eurovision de la chanson », suivie de l'année durant laquelle il a lieu. Le Concours est une coproduction internationale, organisée par l'Union européenne de radio-télévision et réunissant les membres de celle-ci. Il consiste en trois émissions diffusées en direct : deux demi-finales (ayant lieu le mardi et le jeudi) et une finale (ayant lieu le samedi). Ces trois émissions sont produites et retransmises en direct par le diffuseur hôte, et relayées par le réseau Eurovision. L'émission est ainsi diffusée en direct et en simultané par tous les diffuseurs participants à la télévision (par câble et satellite) et à la radio. Le Concours est également retransmis sur Internet. Le Concours est aussi retransmis en direct sur les autres continents, notamment en Afrique du Sud, en Australie, au Canada, en Corée du Sud, aux États-Unis, en Nouvelle-Zélande et en Chine.
Les trois émissions se doivent d'être des productions télévisuelles de haute qualité artistique et de dimension internationale. Elles voient la présentation successive des chansons choisies par les membres actifs de l'UER pour les représenter au concours. Les trois émissions sont animées par des présentateurs internationaux. Ceux-ci doivent s'exprimer en anglais et en français. Les diffuseurs doivent appointer des commentateurs nationaux pour relayer l'événement à l'attention de leur audience nationale respective.

### Préparatifs
Les préparatifs débutent immédiatement après la victoire. Le diffuseur vainqueur, désormais diffuseur hôte, se retrouve chargé de l'organisation de l'édition suivante du Concours. La première étape est la désignation d'une équipe chargée de la direction et de la coordination des préparatifs. Ensuite, le diffuseur doit choisir une ville et une salle susceptibles d'accueillir le Concours. La ville doit répondre à plusieurs critères fixés par l'UER :
- un aéroport international doit être facile d'accès depuis la ville hôte ;
- les transports dans la ville hôte doivent être suffisants ;
- la salle doit pouvoir accueillir au moins 10 000 spectateurs ;
- un centre de presse d'au moins 1 500 places doit être disponible ;
- la ville doit pouvoir accueillir les fans, la presse et les délégations. Pour cela, au moins 2 000 chambres d'hôtel sont requises, dans différentes catégories de prix.

Le diffuseur décide du logo secondaire ainsi que de la charte graphique de l'édition.

### Répétitions
Les répétitions débutent une dizaine de jours avant la première demi-finale et suivent un calendrier préétabli. Chaque délégation a droit à deux répétitions individuelles, qui permettent les ajustements sonores et visuels nécessaires. Chaque répétition individuelle est suivie par une conférence de presse, durant laquelle les délégations répondent aux questions des journalistes. Ensuite, pour chaque soirée, ont lieu trois répétitions générales. La deuxième répétition générale est vue comme la plus importante : elle a lieu la veille et sert aux jurys nationaux à établir leurs votes.
Parallèlement aux répétitions, de nombreux événements sont organisés dans la ville hôte, afin d'accueillir et distraire les fans et les délégations.

### Soirées

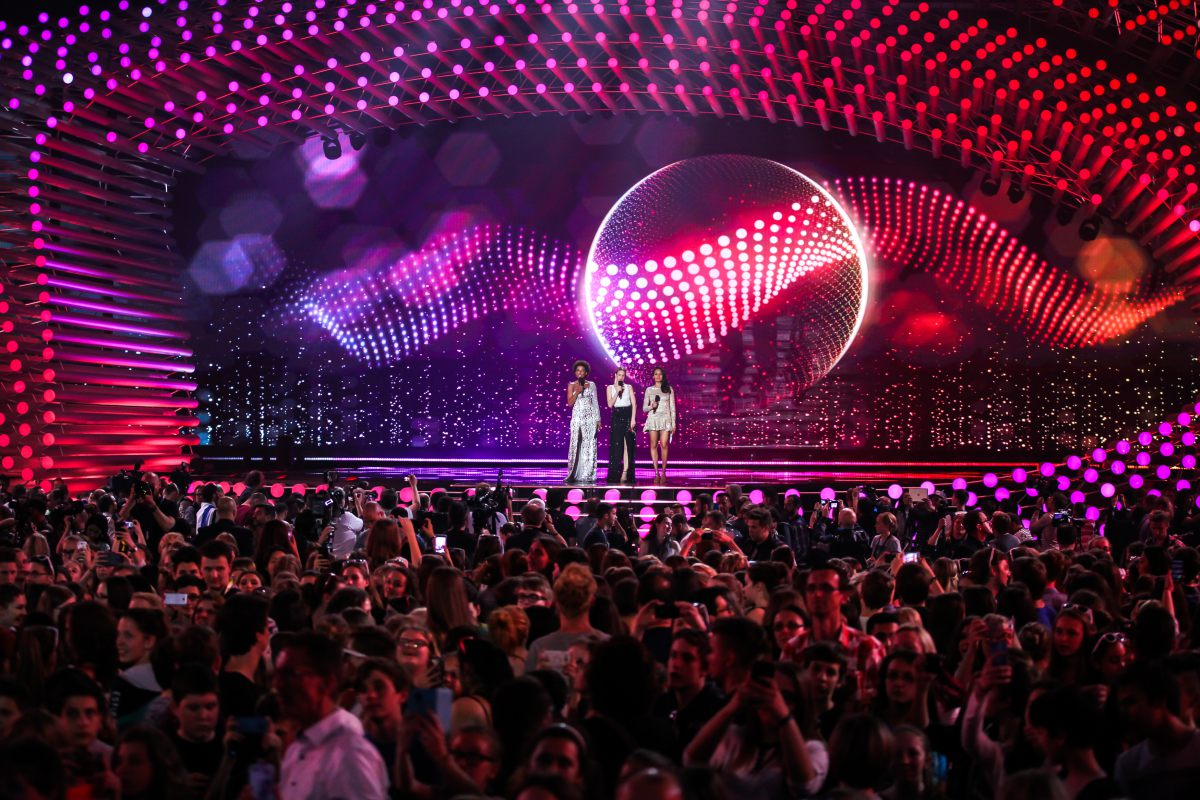
Scène du Concours 2015.

Les trois soirées s'ouvrent et se concluent sur l'hymne officiel de l'UER, le prologue orchestral du Te Deum de Marc-Antoine Charpentier. Ce signal indique l'entrée et la sortie du réseau Eurovision. Il s'agit en réalité de l'hymne officiel de l'UER, choisi en 1953, et qui sert d'indicatif de connexion au réseau Eurovision. Les demi-finales se concluent par la proclamation des dix pays qualifiés pour la finale. La finale se conclut, pour sa part, par la remise du trophée aux auteurs, compositeurs et interprètes de la chanson gagnante, ainsi qu'aux représentants du diffuseur victorieux ; puis, par la reprise de la chanson gagnante.

## Langues
Le premier règlement du Concours ne comporte aucune disposition sur l'emploi des langues. Il est alors implicitement admis que chaque pays recoure à l'une de ses langues nationales. Mais en 1965, le représentant suédois, Ingvar Wixell, interprète sa chanson en anglais et devint ainsi le tout premier participant à chanter dans une langue étrangère à son pays. Cette démarche suscite une vive controverse. Par conséquent, l'UER introduit une nouvelle règle : dès 1966, les participants ont l'obligation de chanter dans l'une des langues nationales de leur pays,. En 1973, l'UER met fin à cette obligation et les artistes peuvent interpréter leur chanson dans la langue de leur choix. En 1977, l'UER réinstaure la règle, qui est de nouveau abolie en 1999. Le règlement actuel du Concours dispose donc que les diffuseurs participants sont entièrement libres de choisir la langue dans laquelle leurs représentants chanteront au concours.
Le tableau ci-dessous répertorie l'année de premier usage des langues — ou formes dialectales — utilisées au Concours, ainsi que les pays, artistes et chansons correspondantes. Ne sont comptabilisées que les langues utilisées dans au moins un couplet ou un refrain entier de la chanson. Les premiers usages brefs d'une langue ou d'un dialecte sont répertoriés sans être comptabilisés.
| Ordre | Langue                                       | Premier emploi | Pays              | Artiste(s)                            | Chanson                                                          |
| ----- | -------------------------------------------- | -------------- | ----------------- | ------------------------------------- | ---------------------------------------------------------------- |
| 1     | Néerlandais                                  | 1956           | Pays-Bas          | Jetty Paerl                           | De vogels van Holland                                            |
| 2     | Allemand                                     | 1956           | Suisse            | Lys Assia                             | Das alte Karussell                                               |
| 3     | Français                                     | 1956           | Belgique          | Fud Leclerc                           | Messieurs les noyés de la Seine                                  |
| 4     | Italien                                      | 1956           | Italie            | Franca Raimondi                       | Aprite le finestre                                               |
| 5     | Anglais                                      | 1957           | Royaume-Uni       | Patricia Bredin                       | All                                                              |
| –     | mots d'espagnol                              | 1957           | Allemagne         | Margot Hielscher                      | Telefon, Telefon                                                 |
| 6     | Danois                                       | 1957           | Danemark          | Birthe Wilke et Gustav Winckler       | Skibet skal sejle i nat                                          |
| 7     | Suédois                                      | 1958           | Suède             | Alice Babs                            | Lilla stjärna                                                    |
| 8     | Luxembourgeois                               | 1960           | Luxembourg        | Camillo Felgen                        | So laang we's du do bast                                         |
| 9     | Norvégien                                    | 1960           | Norvège           | Nora Brockstedt                       | Voi-voi                                                          |
| –     | mots de same                                 | 1960           | Norvège           | Nora Brockstedt                       | Voi-voi                                                          |
| 10    | Espagnol                                     | 1961           | Espagne           | Conchita Bautista                     | Estando contigo                                                  |
| 11    | Finnois                                      | 1961           | Finlande          | Laila Kinnunen                        | Valoa ikkunassa                                                  |
| 12    | Serbe (variété de serbo-croate)              | 1961           | Yougoslavie       | Ljiljana Petrović                     | Neke davne zvezde                                                |
| 13    | Croate (variété de serbo-croate)             | 1963           | Yougoslavie       | Vice Vukov                            | Brodovi                                                          |
| 14    | Portugais                                    | 1964           | Portugal          | António Calvário                      | Oração                                                           |
| 15    | Bosnien (variété de serbo-croate)            | 1964           | Yougoslavie       | Sabahudin Kurt                        | Život je sklopio krug                                            |
| 16    | Slovène                                      | 1966           | Yougoslavie       | Berta Ambrož                          | Brez besed                                                       |
| –     | mots de russe                                | 1969           | Yougoslavie       | Ivan & 3M                             | Pozdrav svijetu                                                  |
| 17    | Viennois (dialecte allemand)                 | 1971           | Autriche          | Marianne Mendt                        | Musik                                                            |
| 18    | Maltais                                      | 1971           | Malte             | Joe Grech                             | Marija l-Maltija                                                 |
| 19    | Irlandais                                    | 1972           | Irlande           | Sandie Jones                          | Ceol an Ghrá                                                     |
| 20    | Hébreu                                       | 1973           | Israël            | Ilanit                                | Ey Sham (אי שם)                                                  |
| 21    | Grec                                         | 1974           | Grèce             | Marinella                             | Krasí, thálassa ke t'agóri mou (Κρασί, θάλασσα και τ' αγόρι μου) |
| 22    | Turc                                         | 1975           | Turquie           | Semiha Yankı                          | Seninle bir dakika                                               |
| 23    | Arabe                                        | 1980           | Maroc             | Samira Bensaid                        | Bitakat Hob (بطاقة حب)                                           |
| 24    | Monténégrin (variété de serbo-croate)        | 1983           | Yougoslavie       | Danijel                               | Džuli                                                            |
| 25    | Islandais                                    | 1986           | Islande           | ICY                                   | Gleðibankinn                                                     |
| 26    | Romanche                                     | 1989           | Suisse            | Furbaz                                | Viver senza tei                                                  |
| 27    | Napolitain                                   | 1991           | Italie            | Peppino di Capri                      | Comme è ddoce 'o mare                                            |
| 28    | Créole martiniquais                          | 1992           | France            | Kali                                  | Monté la riviè                                                   |
| –     | phrases en corse                             | 1993           | France            | Patrick Fiori                         | Mama Corsica                                                     |
| 29    | Estonien                                     | 1994           | Estonie           | Silvi Vrait                           | Nagu merelaine                                                   |
| 30    | Roumain                                      | 1994           | Roumanie          | Dan Bittman                           | Dincolo de nori                                                  |
| 31    | Slovaque                                     | 1994           | Slovaquie         | Tublatanka                            | Nekonečná pieseň                                                 |
| 32    | Lituanien                                    | 1994           | Lituanie          | Ovidijus Vyšniauskas                  | Lopšinė mylimai                                                  |
| 33    | Hongrois                                     | 1994           | Hongrie           | Friderika Bayer                       | Kinek mondjam el vétkeimet?                                      |
| 34    | Russe                                        | 1994           | Russie            | Youddiph                              | Večnyj strannik (Вечный странник)                                |
| 35    | Polonais                                     | 1994           | Pologne           | Edyta Górniak                         | To nie ja!                                                       |
| –     | phrases en grec ancien                       | 1995           | Grèce             | Elina Konstantopoulou                 | Pia prosefhí (Ποια προσευχή)                                     |
| 36    | Vorarlbergeois (dialecte allemand)           | 1996           | Autriche          | George Nussbaumer                     | Weil's dr guat got                                               |
| 37    | Breton                                       | 1996           | France            | Dan Ar Braz et l'Héritage des Celtes  | Diwanit bugale                                                   |
| 38    | Macédonien                                   | 1998           | Macédoine du Nord | Vlado Janevski                        | Ne zori, zoro (Не зори, зоро)                                    |
| 39    | Samogitien (dialecte lituanien)              | 1999           | Lituanie          | Aistė                                 | Strazdas                                                         |
| 40    | Styrien (dialecte allemand)                  | 2003           | Autriche          | Alf Poier                             | Weil der Mensch zählt                                            |
| 41    | Imaginaire                                   | 2003           | Belgique          | Urban Trad                            | Sanomi                                                           |
| 42    | Letton                                       | 2004           | Lettonie          | Fomins et Kleins                      | Dziesma par laimi                                                |
| 43    | Catalan                                      | 2004           | Andorre           | Marta Roure                           | Jugarem a estimar-nos                                            |
| 44    | Ukrainien                                    | 2004           | Ukraine           | Ruslana                               | Wild Dances                                                      |
| 45    | Võro                                         | 2004           | Estonie           | Neiokõsõ                              | Tii                                                              |
| 46    | Albanais                                     | 2006           | Albanie           | Luiz Ejlli                            | Zjarr e ftohtë                                                   |
| –     | phrases en tahitien                          | 2006           | Monaco            | Séverine Ferrer                       | La coco-dance                                                    |
| 47    | Bulgare                                      | 2007           | Bulgarie          | Elitsa Todorova et Stoyan Yankulov    | Water (Voda) (Вода)                                              |
| 48    | Tchèque                                      | 2007           | Tchéquie          | Kabát                                 | Malá dáma                                                        |
| 49    | Arménien                                     | 2007           | Arménie           | Hayko                                 | Anytime You Need                                                 |
| –     | mots de romani                               | 2009           | Tchéquie          | Gipsy.cz                              | Aven Romale                                                      |
| 50    | Swahili                                      | 2011           | Norvège           | Stella Mwangi                         | Haba Haba                                                        |
| 51    | Corse                                        | 2011           | France            | Amaury Vassili                        | Sognu                                                            |
| 52    | Oudmourte                                    | 2012           | Russie            | Buranovskie Babuški                   | Party for Everybody                                              |
| 53    | Mühlviertlerisch (dialecte allemand)         | 2012           | Autriche          | Trackshittaz                          | Woki mit deim Popo                                               |
| –     | phrases en azéri                             | 2012           | Bulgarie          | Sofi Marinova                         | Love Unlimited                                                   |
| 54    | Géorgien                                     | 2012           | Géorgie           | Anri Jokhadze                         | I'm a Joker                                                      |
| 55    | Romani                                       | 2013           | Macédoine du Nord | Esma et Lozano                        | Pred da se razdeni (Пред да се раздени)                          |
| –     | phrases en grec pontique                     | 2016           | Grèce             | Argo                                  | Utopian land                                                     |
| 56    | Tatar de Crimée                              | 2016           | Ukraine           | Jamala                                | 1944                                                             |
| 57    | Biélorusse                                   | 2017           | Biélorussie       | Navi                                  | Historyja majho žyccia (Гісторыя майго жыцця)                    |
| –     | phrases en torlakien (dialecte serbo-croate) | 2018           | Serbie            | Sanja Ilić & Balkanika                | Nova deca                                                        |
| –     | mots en Same du Nord                         | 2019           | Norvège           | KEiiNO                                | Spirit in the Sky                                                |
| –     | mots en Abkhaze                              | 2019           | Géorgie           | Oto Nemsadze                          | Keep on Going                                                    |
| 58    | Amharique                                    | 2020           | Israël            | Eden Alene                            | Feker Libi                                                       |
| 58    | Sranan                                       | 2021           | Pays-Bas          | Jeangu Macrooy                        | Birth of a New Age                                               |
| 59    | Latin                                        | 2022           | Serbie            | Konstrakta                            | In corpore sano                                                  |
| –     | mots en Yankunytjatjara                      | 2024           | Australie         | Electric Fields                       | One Milkali (One Blood)                                          |
| 60    | Azéri                                        | 2024           | Azerbaïdjan       | Fahree (en) feat. İlkin Dövlətov (en) | Özünlə Apar (en)                                                 |

| Tableau récapitulatif des gagnants par langues. | Tableau récapitulatif des gagnants par langues. | Tableau récapitulatif des gagnants par langues. | Tableau récapitulatif des gagnants par langues. |
| Victoire(s)                                     | Langue(s)                                       | Année(s) | Pays |
| ----------------------------------------------- | ----------------------------------------------- | --- | --- |
| 33                                              | Anglais                                         | 1967, 1969, 1970, 1974, 1975, 1976, 1980, 1981, 1987, 1992, 1993, 1994, 1996, 1997, 1999, 2000, 2001, 2002, 2003, 2005, 2006, 2008, 2009, 2010, 2011, 2012, 2013, 2014, 2015, 2018, 2019, 2023, 2024 | Royaume-Uni, Irlande, Suède, Pays-Bas, Danemark, Estonie, Lettonie, Turquie, Grèce, Finlande, Russie, Norvège, Allemagne, Azerbaïdjan, Autriche, Israël, Suisse |
| 14                                              | Français                                        | 1956, 1958, 1960, 1961, 1962, 1965, 1969, 1971, 1972, 1973, 1977, 1983, 1986, 1988 | Suisse, France, Luxembourg, Monaco, Belgique |
| 3                                               | Hébreu                                          | 1978, 1979, 1998 | Israël |
| 3                                               | Italien                                         | 1964, 1990, 2021 | Italie |
| 3                                               | Néerlandais                                     | 1957, 1959, 1969 | Pays-Bas |
| 2                                               | Allemand                                        | 1966, 1982 | Autriche, Allemagne |
| 2                                               | Espagnol                                        | 1968, 1969 | Espagne |
| 2                                               | Norvégien                                       | 1985, 1995 | Norvège |
| 2                                               | Suédois                                         | 1984, 1991 | Suède |
| 2                                               | Ukrainien                                       | 2004, 2022 | Ukraine |
| 1                                               | Danois                                          | 1963 | Danemark |
| 1                                               | Portugais                                       | 2017 | Portugal |
| 1                                               | Serbe                                           | 2007 | Serbie |
| 1                                               | Serbo-croate                                    | 1989 | Yougoslavie |
| 1                                               | Tatar de Crimée                                 | 2016 | Ukraine |

## Pays participants

Pays ayant participé au moins une fois
Pays n'ayant jamais participé mais éligibles
Pays ayant prévu une participation mais s'étant retirés
Pays ayant participé comme partie d'un autre pays, mais jamais comme état souverain

Selon le règlement du Concours, seuls les membres actifs de l'UER, laquelle est chargée de l'organisation de l'Eurovision, peuvent participer à l'Eurovision. Ces membres actifs sont soit les diffuseurs de pays situés dans la zone européenne de radiodiffusion (ZER), soit les diffuseurs de pays situés en dehors de cette zone mais membres du Conseil de l'Europe. Tous doivent être membres de l'Union internationale des télécommunications. Cela inclut donc des pays situés en Europe, en Asie — tels que Israël, le Liban ou la Jordanie — et en Afrique — comme le Maroc, l'Algérie ou encore la Tunisie.
Seuls 44 membres actifs de l'UER sont autorisés à prendre part au Concours. Une fois inscrits, ils sont connus sous le nom de « diffuseurs participants ». Seuls 26 d'entre eux peuvent participer à la finale. Six d'entre eux ont la garantie d'une place automatique en finale : le diffuseur hôte et les diffuseurs participants d'Allemagne, d'Espagne, de France, d'Italie et du Royaume-Uni. Dans le cas où le pays hôte fait partie du Big Five, seuls 25 pays participent lors de la finale. Les autres diffuseurs participants sont inscrits dans une des deux demi-finales et concourent ainsi pour l'une des 20 places restantes en finale.
La seule exception à la règle des 26 pays participants en finale fut le Concours 2015, lors de la participation exceptionnelle de l'Australie : le nombre de finalistes est alors porté à 27.
Le tableau ci-dessous reprend, année par année, les pays participants ayant fait leurs débuts. Les noms des pays sont classés en fonction de leur ordre de passage lors de l'édition concernée. Au total, cinquante-deux pays ont déjà pris part au concours.
| Année | Débuts                                                            |
| ----- | ----------------------------------------------------------------- |
| 1956  | Pays-Bas, Suisse, Belgique, Allemagne, France, Luxembourg, Italie |
| 1957  | Royaume-Uni, Autriche, Danemark                                   |
| 1958  | Suède                                                             |
| 1959  | Monaco                                                            |
| 1960  | Norvège                                                           |
| 1961  | Espagne, Finlande, Yougoslavie                                    |
| 1964  | Portugal                                                          |
| 1965  | Irlande                                                           |
| 1971  | Malte                                                             |
| 1973  | Israël                                                            |
| 1974  | Grèce                                                             |
| 1975  | Turquie                                                           |
| 1980  | Maroc                                                             |
| 1981  | Chypre                                                            |
| 1986  | Islande                                                           |
| 1993  | Slovénie, Bosnie-Herzégovine, Croatie                             |
| 1994  | Estonie, Roumanie, Slovaquie, Lituanie, Hongrie, Russie, Pologne  |
| 1998  | Macédoine du Nord                                                 |
| 2000  | Lettonie                                                          |
| 2003  | Ukraine                                                           |
| 2004  | Biélorussie, Andorre, Albanie, Serbie-et-Monténégro               |
| 2005  | Moldavie, Bulgarie                                                |
| 2006  | Arménie                                                           |
| 2007  | Géorgie, Monténégro, Serbie, Tchéquie                             |
| 2008  | Saint-Marin, Azerbaïdjan                                          |
| 2015  | Australie                                                         |

## Vainqueurs

Carte visualisant le nombre de victoires par pays.

En 2025, 27 pays et 70 interprètes ont déjà remporté le concours pour 72 chansons gagnantes. Parmi ces 70 interprètes, on trouve trente-neuf solistes féminines, treize solistes masculins, cinq duos, et treize groupes.
| Tableau récapitulatif du nombre de victoires par pays | Tableau récapitulatif du nombre de victoires par pays | Tableau récapitulatif du nombre de victoires par pays |
| Nombre de victoires                                   | Pays                                                  | Année(s)                                              |
| ----------------------------------------------------- | ----------------------------------------------------- | ----------------------------------------------------- |
| 7                                                     | Irlande                                               | 1970, 1980, 1987, 1992, 1993, 1994, 1996              |
| 7                                                     | Suède                                                 | 1974, 1984, 1991, 1999, 2012, 2015, 2023              |
| 5                                                     | France                                                | 1958, 1960, 1962, 1969, 1977                          |
| 5                                                     | Luxembourg                                            | 1961, 1965, 1972, 1973, 1983                          |
| 5                                                     | Royaume-Uni                                           | 1967, 1969, 1976, 1981, 1997                          |
| 5                                                     | Pays-Bas                                              | 1957, 1959, 1969, 1975, 2019                          |
| 4                                                     | Israël                                                | 1978, 1979, 1998, 2018                                |
| 3                                                     | Norvège                                               | 1985, 1995, 2009                                      |
| 3                                                     | Danemark                                              | 1963, 2000, 2013                                      |
| 3                                                     | Italie                                                | 1964, 1990, 2021                                      |
| 3                                                     | Ukraine                                               | 2004, 2016, 2022                                      |
| 3                                                     | Suisse                                                | 1956, 1988, 2024                                      |
| 3                                                     | Autriche                                              | 1966, 2014, 2025                                      |
| 2                                                     | Espagne                                               | 1968, 1969                                            |
| 2                                                     | Allemagne                                             | 1982, 2010                                            |
| 1                                                     | Monaco                                                | 1971                                                  |
| 1                                                     | Belgique                                              | 1986                                                  |
| 1                                                     | Yougoslavie                                           | 1989                                                  |
| 1                                                     | Estonie                                               | 2001                                                  |
| 1                                                     | Lettonie                                              | 2002                                                  |
| 1                                                     | Turquie                                               | 2003                                                  |
| 1                                                     | Grèce                                                 | 2005                                                  |
| 1                                                     | Finlande                                              | 2006                                                  |
| 1                                                     | Serbie                                                | 2007                                                  |
| 1                                                     | Russie                                                | 2008                                                  |
| 1                                                     | Azerbaïdjan                                           | 2011                                                  |
| 1                                                     | Portugal                                              | 2017                                                  |

| Année | Pays vainqueur       | Langue(s)                | Chanson                       | Interprète(s)                         | Auteur(s)                                                                                                   | Compositeur(s)                                                                                              | Chef d'orchestre    | Points          | Marge de points |                 |
| ----- | -------------------- | ------------------------ | ----------------------------- | ------------------------------------- | --- | --- | ------------------- | --------------- | --------------- | --------------- |
| 1956  | Suisse               | Français                 | Refrain                       | Lys Assia                             | Émile Gardaz                                                                                                | Géo Voumard                                                                                                 | Fernando Paggi      | -               | -               |                 |
| 1957  | Pays-Bas             | Néerlandais              | Net als toen                  | Corry Brokken                         | Willy Van Hemert                                                                                            | Guus Jansen                                                                                                 | Dolf van der Linden | 31              | 14              |                 |
| 1958  | France               | Français                 | Dors, mon amour               | André Claveau                         | Pierre Delanoë                                                                                              | Hubert Giraud                                                                                               | Franck Pourcel      | 27              | 03              |                 |
| 1959  | Pays-Bas             | Néerlandais              | 'n Beetje                     | Teddy Scholten                        | Willy Van Hemert                                                                                            | Dick Schallies                                                                                              | Dolf van der Linden | 21              | 05              |                 |
| 1960  | France               | Français                 | Tom Pillibi                   | Jacqueline Boyer                      | Pierre Cour                                                                                                 | André Popp                                                                                                  | Franck Pourcel      | 32              | 07              |                 |
| 1961  | Luxembourg           | Français                 | Nous les amoureux             | Jean-Claude Pascal                    | Maurice Vidalin                                                                                             | Jacques Datin                                                                                               | Léo Chauliac        | 31              | 06              |                 |
| 1962  | France               | Français                 | Un premier amour              | Isabelle Aubret                       | Roland Valade                                                                                               | Claude-Henri Vic                                                                                            | Franck Pourcel      | 26              | 13              |                 |
| 1963  | Danemark             | Danois                   | Dansevise                     | Grethe et Jørgen Ingmann              | Sejr Volmer Sørensen                                                                                        | Otto Francker                                                                                               | Kai Mortensen       | 42              | 02              |                 |
| 1964  | Italie               | Italien                  | Non ho l'età                  | Gigliola Cinquetti                    | Mario Panzeri                                                                                               | Nicola Salerno                                                                                              | Gianfranco Monaldi  | 49              | 32              |                 |
| 1965  | Luxembourg           | Français                 | Poupée de cire, poupée de son | France Gall                           | Serge Gainsbourg                                                                                            | Serge Gainsbourg                                                                                            | Alain Goraguer      | 32              | 06              |                 |
| 1966  | Autriche             | Allemand                 | Merci, Chérie                 | Udo Jürgens                           | Udo Jürgens, Thomas Hörbiger                                                                                | Udo Jürgens                                                                                                 | Hans Hammerschmid   | 31              | 15              |                 |
| 1967  | Royaume-Uni          | Anglais                  | Puppet on a String            | Sandie Shaw                           | Bill Martin, Phil Coulter                                                                                   | Bill Martin, Phil Coulter                                                                                   | Kenny Woodman       | 47              | 25              |                 |
| 1968  | Espagne              | Espagnol                 | La, la, la                    | Massiel                               | Ramón Arcusa, Manuel de la Calva                                                                            | Ramón Arcusa, Manuel de la Calva                                                                            | Rafaele Ibarbia     | 29              | 01              |                 |
| 1969  | Espagne              | Espagnol                 | Vivo cantando                 | Salomé                                | Aniano Alcalde                                                                                              | Maria José de Cerato                                                                                        | Augusto Algueró     | 18              | -               |                 |
| 1969  | France               | Français                 | Un jour, un enfant            | Frida Boccara                         | Eddy Marnay                                                                                                 | Emil Stern                                                                                                  | Franck Pourcel      | 18              | -               |                 |
| 1969  | Pays-Bas             | Néerlandais              | De troubadour                 | Lenny Kuhr                            | Lenny Kuhr                                                                                                  | David Hartsema                                                                                              | Frans de Kock       | 18              | -               |                 |
| 1969  | Royaume-Uni          | Anglais                  | Boom Bang-a-Bang              | Lulu                                  | Peter Warne                                                                                                 | Alan Moorhouse                                                                                              | Johnny Harris       | 18              | -               |                 |
| 1970  | Irlande              | Anglais                  | All Kinds of Everything       | Dana                                  | Derry Lindsay, Jackie Smith                                                                                 | Derry Lindsay, Jackie Smith                                                                                 | Dolf van der Linden | 32              | 06              |                 |
| 1971  | Monaco               | Français                 | Un banc, un arbre, une rue    | Séverine                              | Yves Dessca                                                                                                 | Jean-Pierre Bourtayre                                                                                       | Jean-Claude Petit   | 128             | 12              |                 |
| 1972  | Luxembourg           | Français                 | Après toi                     | Vicky Leandros                        | Yves Dessca, Klaus Munro                                                                                    | Mario Panas, Klaus Munro                                                                                    | Klaus Munro         | 128             | 14              |                 |
| 1973  | Luxembourg           | Français                 | Tu te reconnaîtras            | Anne-Marie David                      | Vline Buggy                                                                                                 | Claude Morgan                                                                                               | Pierre Cao          | 129             | 04              |                 |
| 1974  | Suède                | Anglais                  | Waterloo                      | ABBA                                  | Stig Anderson                                                                                               | Benny Andersson, Björn Ulvaeus                                                                              | Sven-Olof Walldoff  | 24              | 06              |                 |
| 1975  | Pays-Bas             | Anglais                  | Ding-a-dong                   | Teach-In                              | Will Luikinga, Eddy Ouwens                                                                                  | Dick Bakker                                                                                                 | Harry van Hoof      | 152             | 14              |                 |
| 1976  | Royaume-Uni          | Anglais                  | Save Your Kisses for Me       | Brotherhood of Man                    | Tony Hiller, Lee Sheriden, Martin Lee                                                                       | Tony Hiller, Lee Sheriden, Martin Lee                                                                       | Alyn Ainsworth      | 164             | 17              |                 |
| 1977  | France               | Français                 | L'Oiseau et l'Enfant          | Marie Myriam                          | Joe Gracy                                                                                                   | Jean-Paul Cara                                                                                              | Raymond Donnez      | 136             | 15              |                 |
| 1978  | Israël               | Hébreu                   | A-Ba-Ni-Bi (א-בא-ני-בי)       | Izhar Cohen et The Alphabeta          | Ehud Manor                                                                                                  | Nurit Hirsh                                                                                                 | Nurit Hirsh         | 157             | 32              |                 |
| 1979  | Israël               | Hébreu                   | Hallelujah                    | Gali Atari et Milk and Honey          | Shimrit Orr                                                                                                 | Kobi Oshrat                                                                                                 | Kobi Oshrat         | 125             | 09              |                 |
| 1980  | Irlande              | Anglais                  | What's Another Year           | Johnny Logan                          | Shay Healy                                                                                                  | Shay Healy                                                                                                  | Noel Kelehan        | 143             | 15              |                 |
| 1981  | Royaume-Uni          | Anglais                  | Making Your Mind Up           | Bucks Fizz                            | Andy Hill                                                                                                   | John Danter                                                                                                 | John Coleman        | 136             | 04              |                 |
| 1982  | Allemagne de l'Ouest | Allemand                 | Ein bißchen Frieden           | Nicole                                | Bernd Meinunger                                                                                             | Ralph Siegel                                                                                                | Norbert Daum        | 161             | 61              |                 |
| 1983  | Luxembourg           | Français                 | Si la vie est cadeau          | Corinne Hermès                        | Alain Garcia                                                                                                | Jean-Pierre Millers                                                                                         | Michel Bernholc     | 142             | 06              |                 |
| 1984  | Suède                | Suédois                  | Diggi-Loo Diggi-Ley           | Herreys                               | Britt Lindeborg                                                                                             | Torgny Söderberg                                                                                            | Curt-Eric Holmquist | 145             | 08              |                 |
| 1985  | Norvège              | Norvégien                | La det swinge                 | Bobbysocks                            | Rolf Løvland                                                                                                | Rolf Løvland                                                                                                | Terje Fjærn         | 123             | 18              |                 |
| 1986  | Belgique             | Français                 | J'aime la vie                 | Sandra Kim                            | Rosario Marino Atria                                                                                        | Jean-Paul Furnémont, Angelo Crisci                                                                          | Jo Carlier          | 176             | 36              |                 |
| 1987  | Irlande              | Anglais                  | Hold Me Now                   | Johnny Logan                          | Johnny Logan                                                                                                | Johnny Logan                                                                                                | Noel Kelehan        | 172             | 31              |                 |
| 1988  | Suisse               | Français                 | Ne partez pas sans moi        | Céline Dion                           | Nella Martinetti                                                                                            | Atilla Şereftuğ                                                                                             | Atilla Şereftuğ     | 137             | 01              |                 |
| 1989  | Yougoslavie          | Serbo-croate             | Rock Me                       | Riva                                  | Stevo Cvikić                                                                                                | Rajko Dujmić                                                                                                | Nikica Kalogjera    | 137             | 07              |                 |
| 1990  | Italie               | Italien                  | Insieme: 1992                 | Toto Cutugno                          | Toto Cutugno                                                                                                | Toto Cutugno                                                                                                | Gianni Madonini     | 149             | 17              |                 |
| 1991  | Suède                | Suédois                  | Fångad av en stormvind        | Carola                                | Stephan Berg                                                                                                | Stephan Berg                                                                                                | Anders Berglund     | 146             | 00              |                 |
| 1992  | Irlande              | Anglais                  | Why Me?                       | Linda Martin                          | Johnny Logan                                                                                                | Johnny Logan                                                                                                | Noel Kelehan        | 155             | 16              |                 |
| 1993  | Irlande              | Anglais                  | In Your Eyes                  | Niamh Kavanagh                        | Jimmy Walsh                                                                                                 | Jimmy Walsh                                                                                                 | Noel Kelehan        | 187             | 23              |                 |
| 1994  | Irlande              | Anglais                  | Rock 'n' Roll Kids            | Paul Harrington et Charlie McGettigan | Brendan Graham                                                                                              | Brendan Graham                                                                                              | -                   | 226             | 60              |                 |
| 1995  | Norvège              | Norvégien                | Nocturne                      | Secret Garden                         | Petter Skavlan                                                                                              | Rolf Løvland                                                                                                | Geir Langslet       | 148             | 29              |                 |
| 1996  | Irlande              | Anglais                  | The Voice                     | Eimear Quinn                          | Brendan Graham                                                                                              | Brendan Graham                                                                                              | Noel Kelehan        | 162             | 48              |                 |
| 1997  | Royaume-Uni          | Anglais                  | Love Shine a Light            | Katrina and the Waves                 | Kimberley Rew                                                                                               | Kimberley Rew                                                                                               | Don Airey           | 227             | 70              |                 |
| 1998  | Israël               | Hébreu                   | Diva                          | Dana International                    | Yoav Ginay                                                                                                  | Tzvika Pik                                                                                                  | -                   | 172             | 06              |                 |
| 1999  | Suède                | Anglais                  | Take Me to Your Heaven        | Charlotte Nilsson                     | Gert Lengstrand, Marcos Ubeda                                                                               | Lars Diedricson                                                                                             | -                   | 163             | 17              |                 |
| 2000  | Danemark             | Anglais                  | Fly on the Wings of Love      | Olsen Brothers                        | Jørgen Olsen                                                                                                | Jørgen Olsen                                                                                                | -                   | 195             | 40              |                 |
| 2001  | Estonie              | Anglais                  | Everybody                     | Tanel Padar, Dave Benton et 2XL       | Maian-Anna Kärmas                                                                                           | Ivar Must                                                                                                   | -                   | 198             | 21              |                 |
| 2002  | Lettonie             | Anglais                  | I Wanna                       | Marie N                               | Marie N, Marats Samauskis                                                                                   | Marie N | -                   | 176             | 12              |                 |
| 2003  | Turquie              | Anglais                  | Everyway That I Can           | Sertab Erener                         | Demir Demirkan                                                                                              | Demir Demirkan, Sertab Erener                                                                               | -                   | 167             | 02              |                 |
| 2004  | Ukraine              | Anglais, ukrainien       | Wild Dances                   | Ruslana                               | Oleksandr Ksenofontov, Ruslana                                                                              | Ruslana | -                   | 280             | 17              |                 |
| 2005  | Grèce                | Anglais                  | My Number One                 | Élena Paparízou                       | Christos Dantis, Natalia Germanou                                                                           | Christos Dantis                                                                                             | -                   | 230             | 38              |                 |
| 2006  | Finlande             | Anglais                  | Hard Rock Hallelujah          | Lordi                                 | Mr. Lordi                                                                                                   | Mr. Lordi                                                                                                   | -                   | 292             | 44              |                 |
| 2007  | Serbie               | Serbe                    | Molitva                       | Marija Šerifović                      | Saša Milošević Mare                                                                                         | Vladimir Graić                                                                                              | -                   | 268             | 33              |                 |
| 2008  | Russie               | Anglais                  | Believe                       | Dima Bilan                            | Jim Beanz, Dima Bilan                                                                                       | Jim Beanz, Dima Bilan                                                                                       | -                   | 272             | 42              |                 |
| 2009  | Norvège              | Anglais                  | Fairytale                     | Alexander Rybak                       | Alexander Rybak                                                                                             | Alexander Rybak                                                                                             | -                   | 387             | 169             |                 |
| 2010  | Allemagne            | Anglais                  | Satellite                     | Lena Meyer-Landrut                    | Julie Frost, John Gordon                                                                                    | Julie Frost                                                                                                 | -                   | 246             | 76              |                 |
| 2011  | Azerbaïdjan          | Anglais                  | Running Scared                | Ell et Nikki                          | Stefan Örn, Sandra Bjurman                                                                                  | Stefan Örn, Sandra Bjurman, Iain Farquharson                                                                | -                   | 221             | 32              |                 |
| 2012  | Suède                | Anglais                  | Euphoria                      | Loreen                                | Thomas G:son, Peter Boström                                                                                 | Thomas G:son, Peter Boström                                                                                 | -                   | 372             | 113             |                 |
| 2013  | Danemark             | Anglais                  | Only Teardrops                | Emmelie de Forest                     | Lise Cabble, Julia Fabrin Jakobsen, Thomas Stengaard                                                        | Lise Cabble, Julia Fabrin Jakobsen, Thomas Stengaard                                                        | -                   | 281             | 47              |                 |
| 2014  | Autriche             | Anglais                  | Rise Like a Phoenix           | Conchita Wurst                        | Charley Mason, Joey Patulka, Ali Zuckowski, Julian Maas                                                     | Charley Mason, Joey Patulka, Ali Zuckowski, Julian Maas                                                     | -                   | 290             | 52              |                 |
| 2015  | Suède                | Anglais                  | Heroes                        | Måns Zelmerlöw                        | Anton Malmberg Hård af Segerstad, Joy Deb et Linnea Deb                                                     | Anton Malmberg Hård af Segerstad, Joy Deb et Linnea Deb                                                     | -                   | 365             | 62              |                 |
| 2016  | Ukraine              | Anglais, tatar de Crimée | 1944                          | Jamala                                | Jamala | Jamala | -                   | 534             | 23              |                 |
| 2017  | Portugal             | Portugais                | Amar pelos dois               | Salvador Sobral                       | Luísa Sobral                                                                                                | Luísa Sobral                                                                                                | -                   | 758             | 143             |                 |
| 2018  | Israël               | Anglais                  | Toy                           | Netta                                 | Doron Medalie, Stav Beger                                                                                   | Doron Medalie, Stav Beger                                                                                   | -                   | 529             | 93              |                 |
| 2019  | Pays-Bas             | Anglais                  | Arcade                        | Duncan Laurence                       | Duncan de Moor, Joel Sjöö, Wouter Hardy, Will Knox                                                          | Duncan de Moor, Joel Sjöö, Wouter Hardy, Will Knox                                                          | -                   | 498             | 26              |                 |
| 2020  | Édition annulée      | Édition annulée          | Édition annulée               | Édition annulée                       | Édition annulée                                                                                             | Édition annulée                                                                                             | Édition annulée     | Édition annulée | Édition annulée | Édition annulée |
| 2021  | Italie               | Italien                  | Zitti e buoni                 | Måneskin                              | Damiano David, Ethan Torchio, Thomas Raggi, Victoria De Angelis                                             | Damiano David, Ethan Torchio, Thomas Raggi, Victoria De Angelis                                             | -                   | 524             | 25              |                 |
| 2022  | Ukraine              | Ukrainien                | Stefania                      | Kalush Orchestra                      | Ivan Klymenklo, Oleh Psiouk,                                                                                | Ihor Didentchouk, Vitalii Duzhyk, Timofii Muzychuk                                                          | -                   | 631             | 165             |                 |
| 2023  | Suède                | Anglais                  | Tattoo                        | Loreen                                | Jimmy "Joker" Thörnfeldt, Jimmy Jansson, Loreen, Moa "Cazzi Opeia" Carlebecker, Peter Boström, Thomas G:son | Jimmy "Joker" Thörnfeldt, Jimmy Jansson, Loreen, Moa "Cazzi Opeia" Carlebecker, Peter Boström, Thomas G:son | -                   | 583             | 57              |                 |
| 2024  | Suisse               | Anglais                  | The Code                      | Nemo                                  | Nemo, Benjamin Alasu, Lasse Midtsian Nymann, Linda Dale                                                     | Nemo, Benjamin Alasu, Lasse Midtsian Nymann, Linda Dale                                                     | -                   | 591             | 44              |                 |
| 2025  | Autriche             | Anglais                  | Wasted Love                   | JJ                                    | Johannes Pietsch, Teodora Špirić, Thomas Turner                                                             | Johannes Pietsch, Teodora Špirić, Thomas Turner                                                             | -                   | 436             | 79              |                 |

| 1956 | Lys Assia                               | non-publiés     | non-publiés     |                 |                 |                 |                 |                 |                 |
| 1957 | Corry Brokken                           | 31 / 90         | 34,44 %         |                 |                 |                 |                 |                 |                 |
| 1958 | André Claveau                           | 27 / 90         | 30 %            |                 |                 |                 |                 |                 |                 |
| 1959 | Teddy Scholten                          | 21 / 100        | 21 %            |                 |                 |                 |                 |                 |                 |
| 1960 | Jacqueline Boyer                        | 32 / 120        | 26,67 %         |                 |                 |                 |                 |                 |                 |
| 1961 | Jean-Claude Pascal                      | 31 / 150        | 20,67 %         |                 |                 |                 |                 |                 |                 |
| 1962 | Isabelle Aubret                         | 26 / 45         | 57,78 %         |                 |                 |                 |                 |                 |                 |
| 1963 | Grethe et Jørgen Ingmann                | 42 / 75         | 56 %            |                 |                 |                 |                 |                 |                 |
| 1964 | Gigliola Cinquetti                      | 49 / 135        | 36,30 %         |                 |                 |                 |                 |                 |                 |
| 1965 | France Gall                             | 32 / 153        | 20,92 %         |                 |                 |                 |                 |                 |                 |
| 1966 | Udo Jürgens                             | 31 / 153        | 20,26 %         |                 |                 |                 |                 |                 |                 |
| 1967 | Sandie Shaw                             | 47 / 160        | 29,38 %         |                 |                 |                 |                 |                 |                 |
| 1968 | Massiel                                 | 29 / 160        | 18,13 %         |                 |                 |                 |                 |                 |                 |
| 1969 | Frida Boccara, Lenny Kuhr, Lulu, Salomé | 18 / 150        | 12,00 %         |                 |                 |                 |                 |                 |                 |
| 1970 | Dana                                    | 32 / 110        | 29,09 %         |                 |                 |                 |                 |                 |                 |
| 1971 | Séverine                                | 128 / 170       | 75,29 %         |                 |                 |                 |                 |                 |                 |
| 1972 | Vicky Leandros                          | 128 / 170       | 75,29 %         |                 |                 |                 |                 |                 |                 |
| 1973 | Anne-Marie David                        | 129 / 160       | 80,63 %         |                 |                 |                 |                 |                 |                 |
| 1974 | ABBA                                    | 24 / 160        | 15,00 %         |                 |                 |                 |                 |                 |                 |
| 1975 | Teach-In                                | 152 / 216       | 70,37 %         |                 |                 |                 |                 |                 |                 |
| 1976 | Brotherhood of Man                      | 164 / 204       | 80,39 %         |                 |                 |                 |                 |                 |                 |
| 1977 | Marie Myriam                            | 136 / 204       | 66,67 %         |                 |                 |                 |                 |                 |                 |
| 1978 | Izhar Cohen Alphabeta                   | 157 / 228       | 68,86 %         |                 |                 |                 |                 |                 |                 |
| 1979 | Gali Atari Milk and Honey               | 125 / 216       | 57,87 %         |                 |                 |                 |                 |                 |                 |
| 1980 | Johnny Logan                            | 143 / 216       | 66,20 %         |                 |                 |                 |                 |                 |                 |
| 1981 | Bucks Fizz                              | 136 / 228       | 59,65 %         |                 |                 |                 |                 |                 |                 |
| 1982 | Nicole                                  | 161 / 204       | 78,92 %         |                 |                 |                 |                 |                 |                 |
| 1983 | Corinne Hermès                          | 142 / 228       | 62,28 %         |                 |                 |                 |                 |                 |                 |
| 1984 | Herreys                                 | 145 / 216       | 67,13 %         |                 |                 |                 |                 |                 |                 |
| 1985 | Bobbysocks                              | 123 / 216       | 56,94 %         |                 |                 |                 |                 |                 |                 |
| 1986 | Sandra Kim                              | 176 / 228       | 77,19 %         |                 |                 |                 |                 |                 |                 |
| 1987 | Johnny Logan                            | 172 / 252       | 68,25 %         |                 |                 |                 |                 |                 |                 |
| 1988 | Céline Dion                             | 137 / 240       | 57,08 %         |                 |                 |                 |                 |                 |                 |
| 1989 | Riva                                    | 137 / 252       | 54,37 %         |                 |                 |                 |                 |                 |                 |
| 1990 | Toto Cutugno                            | 149 / 252       | 59,13 %         |                 |                 |                 |                 |                 |                 |
| 1991 | Carola                                  | 146 / 252       | 57,94 %         |                 |                 |                 |                 |                 |                 |
| 1992 | Linda Martin                            | 155 / 264       | 58,71 %         |                 |                 |                 |                 |                 |                 |
| 1993 | Niamh Kavanagh                          | 187 / 288       | 64,93 %         |                 |                 |                 |                 |                 |                 |
| 1994 | Paul Harrington, Charlie McGettigan     | 226 / 288       | 78,47 %         |                 |                 |                 |                 |                 |                 |
| 1995 | Secret Garden                           | 148 / 264       | 56,06 %         |                 |                 |                 |                 |                 |                 |
| 1996 | Eimear Quinn                            | 162 / 264       | 61,36 %         |                 |                 |                 |                 |                 |                 |
| 1997 | Katrina and the Waves                   | 227 / 288       | 78,82 %         |                 |                 |                 |                 |                 |                 |
| 1998 | Dana International                      | 172 / 288       | 59,72 %         |                 |                 |                 |                 |                 |                 |
| 1999 | Charlotte Nilsson                       | 163 / 264       | 61,74 %         |                 |                 |                 |                 |                 |                 |
| 2000 | Olsen Brothers                          | 195 / 276       | 70,65 %         |                 |                 |                 |                 |                 |                 |
| 2001 | Tanel Padar, Dave Benton, 2XL           | 198 / 264       | 75,00 %         |                 |                 |                 |                 |                 |                 |
| 2002 | Marie N                                 | 176 / 276       | 63,77 %         |                 |                 |                 |                 |                 |                 |
| 2003 | Sertab Erener                           | 167 / 300       | 55,67 %         |                 |                 |                 |                 |                 |                 |
| 2004 | Ruslana Lyjytchko                       | 280 / 420       | 66,67 %         |                 |                 |                 |                 |                 |                 |
| 2005 | Élena Paparízou                         | 230 / 456       | 50,44 %         |                 |                 |                 |                 |                 |                 |
| 2006 | Lordi                                   | 292 / 444       | 65,77 %         |                 |                 |                 |                 |                 |                 |
| 2007 | Marija Šerifović                        | 268 / 492       | 54,47 %         |                 |                 |                 |                 |                 |                 |
| 2008 | Dima Bilan                              | 272 / 504       | 53,97 %         |                 |                 |                 |                 |                 |                 |
| 2009 | Alexander Rybak                         | 387 / 492       | 78,66 %         |                 |                 |                 |                 |                 |                 |
| 2010 | Lena Meyer-Landrut                      | 246 / 456       | 53,95 %         |                 |                 |                 |                 |                 |                 |
| 2011 | Ell et Nikki                            | 221 / 504       | 43,85 %         |                 |                 |                 |                 |                 |                 |
| 2012 | Loreen                                  | 372 / 492       | 75,61 %         |                 |                 |                 |                 |                 |                 |
| 2013 | Emmelie de Forest                       | 281 / 456       | 61,62 %         |                 |                 |                 |                 |                 |                 |
| 2014 | Conchita Wurst                          | 290 / 432       | 67,13 %         |                 |                 |                 |                 |                 |                 |
| 2015 | Måns Zelmerlöw                          | 365 / 468       | 77,99 %         |                 |                 |                 |                 |                 |                 |
| 2016 | Jamala                                  | 534 / 984       | 54,27 %         |                 |                 |                 |                 |                 |                 |
| 2017 | Salvador Sobral                         | 758 / 984       | 77,03 %         |                 |                 |                 |                 |                 |                 |
| 2018 | Netta                                   | 529 / 1008      | 52,48 %         |                 |                 |                 |                 |                 |                 |
| 2019 | Duncan Laurence                         | 498 / 960       | 51,88 %         |                 |                 |                 |                 |                 |                 |
| 2020 | Édition annulée                         | Édition annulée | Édition annulée | Édition annulée | Édition annulée | Édition annulée | Édition annulée | Édition annulée | Édition annulée |
| 2021 | Måneskin                                | 524 / 912       | 57,46 %         |                 |                 |                 |                 |                 |                 |
| 2022 | Kalush Orchestra                        | 631 / 936       | 67,41 %         |                 |                 |                 |                 |                 |                 |
| 2023 | Loreen                                  | 583 / 876       | 66,55 %         |                 |                 |                 |                 |                 |                 |
| 2024 | Nemo                                    | 591 / 876       | 67,47 %         |                 |                 |                 |                 |                 |                 |
| 2025 | JJ                                      | 436 / 876       | 49,77 %         |                 |                 |                 |                 |                 |                 |

## Villes hôtes

Carte visualisant les villes hôtes.

En 2023, 26 pays, 45 villes et 58 salles ont déjà accueilli une édition du Concours. La tradition depuis 1958 veut que le pays vainqueur accueille le Concours de l'année suivante. Seules six éditions ont fait exception à cette tradition : les Concours 1960, 1963, 1972 et 1974 et 2023 ont été accueillis par le Royaume-Uni après des victoires respectivement néerlandaise, française, monégasque, luxembourgeoise et ukrainienne, pour des raisons financières pour les quatre premiers et en raison de l'invasion de l'Ukraine par la Russie en 2022 pour le dernier, et le Concours 1980 a été accueilli par les Pays-Bas après une victoire israélienne, là aussi pour des motifs financiers.
| Tableau récapitulatif des villes hôtes par pays | Tableau récapitulatif des villes hôtes par pays | Tableau récapitulatif des villes hôtes par pays | Tableau récapitulatif des villes hôtes par pays | Tableau récapitulatif des villes hôtes par pays |
| Nombre d'éditions                               | Pays                                            | Ville(s)                                        | Salle(s)                                        | Année(s)                                        |
| ----------------------------------------------- | ----------------------------------------------- | ----------------------------------------------- | ----------------------------------------------- | ----------------------------------------------- |
| 9                                               | Royaume-Uni                                     | Londres                                         | Royal Festival Hall                             | 1960                                            |
| 9                                               | Royaume-Uni                                     | Londres                                         | BBC Television Centre                           | 1963                                            |
| 9                                               | Royaume-Uni                                     | Londres                                         | Royal Albert Hall                               | 1968                                            |
| 9                                               | Royaume-Uni                                     | Londres                                         | Wembley Conference Centre                       | 1977                                            |
| 9                                               | Royaume-Uni                                     | Édimbourg                                       | Usher Hall                                      | 1972                                            |
| 9                                               | Royaume-Uni                                     | Brighton                                        | The Dome                                        | 1974                                            |
| 9                                               | Royaume-Uni                                     | Harrogate                                       | International Centre                            | 1982                                            |
| 9                                               | Royaume-Uni                                     | Birmingham                                      | National Indoor Arena                           | 1998                                            |
| 9                                               | Royaume-Uni                                     | Liverpool                                       | Liverpool Arena                                 | 2023                                            |
| 7                                               | Irlande                                         | Dublin                                          | Gaiety Theatre                                  | 1971                                            |
| 7                                               | Irlande                                         | Dublin                                          | Simmonscourt Pavilion                           | 1981, 1988                                      |
| 7                                               | Irlande                                         | Dublin                                          | Point Theatre                                   | 1994, 1995, 1997                                |
| 7                                               | Irlande                                         | Millstreet                                      | Green Glens Arena                               | 1993                                            |
| 7                                               | Suède                                           | Stockholm                                       | St Eriksmässan Älvsjö                           | 1975                                            |
| 7                                               | Suède                                           | Stockholm                                       | Ericsson Globe (Globen)                         | 2000, 2016                                      |
| 7                                               | Suède                                           | Göteborg                                        | Scandinavium                                    | 1985                                            |
| 7                                               | Suède                                           | Malmö                                           | Malmömässan                                     | 1992                                            |
| 7                                               | Suède                                           | Malmö                                           | Malmö Arena                                     | 2013, 2024                                      |
| 5                                               | Pays-Bas                                        | Hilversum                                       | AVRO Studios                                    | 1958                                            |
| 5                                               | Pays-Bas                                        | Amsterdam                                       | RAI Congrescentrum                              | 1970                                            |
| 5                                               | Pays-Bas                                        | La Haye                                         | Nederlands Congresgebouw                        | 1976, 1980                                      |
| 5                                               | Pays-Bas                                        | Rotterdam                                       | Rotterdam Ahoy                                  | 2020 (édition annulée), 2021                    |
| 4                                               | Luxembourg                                      | Luxembourg                                      | Villa Louvigny                                  | 1962, 1966                                      |
| 4                                               | Luxembourg                                      | Luxembourg                                      | Grand Théâtre                                   | 1973, 1984                                      |
| 3                                               | Allemagne                                       | Francfort-sur-le-Main                           | Großer Sendesaal des hessischen Rundfunks       | 1957                                            |
| 3                                               | Allemagne                                       | Munich                                          | Rudi-Sedlmayer-Halle                            | 1983                                            |
| 3                                               | Allemagne                                       | Düsseldorf                                      | Esprit arena                                    | 2011                                            |
| 3                                               | Autriche                                        | Vienne                                          | Großer Festsaal der Wiener Hofburg              | 1967                                            |
| 3                                               | Autriche                                        | Vienne                                          | Wiener Stadthalle                               | 2015, 2026                                      |
| 3                                               | France                                          | Cannes                                          | Palais des Festivals                            | 1959, 1961                                      |
| 3                                               | France                                          | Paris                                           | Palais des Congrès                              | 1978                                            |
| 3                                               | Danemark                                        | Copenhague                                      | Tivolis Koncertsal                              | 1964                                            |
| 3                                               | Danemark                                        | Copenhague                                      | Parken Stadium                                  | 2001                                            |
| 3                                               | Danemark                                        | Copenhague                                      | B&W Hallerne                                    | 2014                                            |
| 3                                               | Israël                                          | Jérusalem                                       | International Convention Center                 | 1979, 1999                                      |
| 3                                               | Israël                                          | Tel-Aviv                                        | Convention Center                               | 2019                                            |
| 3                                               | Italie                                          | Naples                                          | Sala di Concerto della RAI                      | 1965                                            |
| 3                                               | Italie                                          | Rome                                            | Studio 15 di Cinecittà                          | 1991                                            |
| 3                                               | Italie                                          | Turin                                           | PalaOlimpico                                    | 2022                                            |
| 3                                               | Norvège                                         | Bergen                                          | Grieghallen                                     | 1986                                            |
| 3                                               | Norvège                                         | Oslo                                            | Oslo Spektrum                                   | 1996                                            |
| 3                                               | Norvège                                         | Oslo                                            | Telenor Arena                                   | 2010                                            |
| 3                                               | Suisse                                          | Bâle                                            | Halle Saint-Jacques                             | 2025                                            |
| 3                                               | Suisse                                          | Lugano                                          | Teatro Kursaal                                  | 1956                                            |
| 3                                               | Suisse                                          | Lausanne                                        | Palais de Beaulieu                              | 1989                                            |
| 2                                               | Ukraine                                         | Kiev                                            | Palais des Sports                               | 2005                                            |
| 2                                               | Ukraine                                         | Kiev                                            | Centre d'Exposition International               | 2017                                            |
| 1                                               | Espagne                                         | Madrid                                          | Teatro Real                                     | 1969                                            |
| 1                                               | Belgique                                        | Bruxelles                                       | Palais du Centenaire                            | 1987                                            |
| 1                                               | Yougoslavie                                     | Zagreb                                          | Koncertna dvorana Vatroslav Lisinski            | 1990                                            |
| 1                                               | Estonie                                         | Tallinn                                         | Saku Suurhall                                   | 2002                                            |
| 1                                               | Lettonie                                        | Riga                                            | Skonto Hall                                     | 2003                                            |
| 1                                               | Turquie                                         | Istanbul                                        | Abdi İpekçi Arena                               | 2004                                            |
| 1                                               | Grèce                                           | Athènes                                         | Olympic Indoor Hall                             | 2006                                            |
| 1                                               | Finlande                                        | Helsinki                                        | Hartwall Arena                                  | 2007                                            |
| 1                                               | Serbie                                          | Belgrade                                        | Belgrade Arena                                  | 2008                                            |
| 1                                               | Russie                                          | Moscou                                          | Olimpiisky Indoor Arena                         | 2009                                            |
| 1                                               | Azerbaïdjan                                     | Bakou                                           | Baku Crystal Hall                               | 2012                                            |
| 1                                               | Portugal                                        | Lisbonne                                        | Altice Arena                                    | 2018                                            |

| Année | Pays hôte            | Ville hôte            | Salle                                    | Diffuseur hôte                       |
| ----- | -------------------- | --------------------- | ---------------------------------------- | ------------------------------------ |
| 1956  | Suisse               | Lugano                | Teatro Kursaal                           | RTSI                                 |
| 1957  | Allemagne            | Francfort-sur-le-Main | Großer Sendesaal des Hessischer Rundfunk | Hessischer Rundfunk                  |
| 1958  | Pays-Bas             | Hilversum             | AVRO Studio                              | NTS                                  |
| 1959  | France               | Cannes                | Palais des Festivals                     | RTF                                  |
| 1960  | Royaume-Uni          | Londres               | Royal Festival Hall                      | BBC                                  |
| 1961  | France               | Cannes                | Palais des Festivals                     | RTF                                  |
| 1962  | Luxembourg           | Luxembourg            | Villa Louvigny                           | CLT                                  |
| 1963  | Royaume-Uni          | Londres               | BBC Television Centre                    | BBC                                  |
| 1964  | Danemark             | Copenhague            | Tivolis Koncertsal                       | DR                                   |
| 1965  | Italie               | Naples                | Sala di Concerto della RAI               | Rai                                  |
| 1966  | Luxembourg           | Luxembourg            | Villa Louvigny                           | CLT                                  |
| 1967  | Autriche             | Vienne                | Großer Festsaal der Wiener Hofburg       | ÖRF                                  |
| 1968  | Royaume-Uni          | Londres               | Royal Albert Hall                        | BBC                                  |
| 1969  | Espagne              | Madrid                | Teatro Real                              | TVE                                  |
| 1970  | Pays-Bas             | Amsterdam             | RAI Congrescentrum                       | NOS                                  |
| 1971  | Irlande              | Dublin                | Gaiety Theatre                           | RTÉ                                  |
| 1972  | Royaume-Uni          | Édimbourg             | Usher Hall                               | BBC                                  |
| 1973  | Luxembourg           | Luxembourg            | Grand Théâtre                            | CLT                                  |
| 1974  | Royaume-Uni          | Brighton              | The Dome                                 | BBC                                  |
| 1975  | Suède                | Stockholm             | St Eriksmässan Älvsjö                    | SR                                   |
| 1976  | Pays-Bas             | La Haye               | Nederlands Congresgebouw                 | NOS                                  |
| 1977  | Royaume-Uni          | Londres               | Wembley Conference Centre                | BBC                                  |
| 1978  | France               | Paris                 | Palais des Congrès                       | TF1                                  |
| 1979  | Israël               | Jérusalem             | Binyanei Ha'Ooama                        | IBA                                  |
| 1980  | Pays-Bas             | La Haye               | Nederlands Congresgebouw                 | NOS                                  |
| 1981  | Irlande              | Dublin                | Simmonscourt Pavilion                    | RTÉ                                  |
| 1982  | Royaume-Uni          | Harrogate             | Conference Centre                        | BBC                                  |
| 1983  | Allemagne de l'Ouest | Munich                | Rudi-Sedlmayer-Halle                     | ARD                                  |
| 1984  | Luxembourg           | Luxembourg            | Grand Théâtre                            | RTL                                  |
| 1985  | Suède                | Göteborg              | Scandinavium                             | SVT                                  |
| 1986  | Norvège              | Bergen                | Grieghallen                              | NRK                                  |
| 1987  | Belgique             | Bruxelles             | Palais du Centenaire                     | RTBF                                 |
| 1988  | Irlande              | Dublin                | Simmonscourt Pavilion                    | RTÉ                                  |
| 1989  | Suisse               | Lausanne              | Palais de Beaulieu                       | SSR                                  |
| 1990  | Yougoslavie          | Zagreb                | Koncertna dvorana Vatroslav Lisinski     | JRT                                  |
| 1991  | Italie               | Rome                  | Studio 15 di Cinecittà                   | Rai                                  |
| 1992  | Suède                | Malmö                 | Malmömässan                              | SVT                                  |
| 1993  | Irlande              | Millstreet            | Green Glens Arena                        | RTÉ                                  |
| 1994  | Irlande              | Dublin                | Point Theatre                            | RTÉ                                  |
| 1995  | Irlande              | Dublin                | Point Theatre                            | RTÉ                                  |
| 1996  | Norvège              | Oslo                  | Oslo Spektrum                            | NRK                                  |
| 1997  | Irlande              | Dublin                | Point Theatre                            | RTÉ                                  |
| 1998  | Royaume-Uni          | Birmingham            | National Indoor Arena                    | BBC                                  |
| 1999  | Israël               | Jérusalem             | International Convention Centre          | IBA                                  |
| 2000  | Suède                | Stockholm             | Globen                                   | SVT                                  |
| 2001  | Danemark             | Copenhague            | Parken Stadium                           | DR                                   |
| 2002  | Estonie              | Tallinn               | Saku Suurhall                            | ETV                                  |
| 2003  | Lettonie             | Riga                  | Skonto Hall                              | LTV                                  |
| 2004  | Turquie              | Istanbul              | Abdi İpekçi Arena                        | TRT                                  |
| 2005  | Ukraine              | Kiev                  | Palais des Sports                        | NTU                                  |
| 2006  | Grèce                | Athènes               | Olympic Indoor Hall                      | ERT                                  |
| 2007  | Finlande             | Helsinki              | Hartwall Arena                           | YLE                                  |
| 2008  | Serbie               | Belgrade              | Belgrade Arena                           | RTS                                  |
| 2009  | Russie               | Moscou                | Olimpiisky Indoor Arena                  | Pierviy Kanal                        |
| 2010  | Norvège              | Bærum                 | Telenor Arena                            | NRK                                  |
| 2011  | Allemagne            | Düsseldorf            | Esprit arena                             | NDR                                  |
| 2012  | Azerbaïdjan          | Bakou                 | Baku Crystal Hall                        | İTV                                  |
| 2013  | Suède                | Malmö                 | Malmö Arena                              | SVT                                  |
| 2014  | Danemark             | Copenhague            | B&W Hallerne                             | DR                                   |
| 2015  | Autriche             | Vienne                | Wiener Stadthalle                        | ÖRF                                  |
| 2016  | Suède                | Stockholm             | Ericsson Globe                           | SVT                                  |
| 2017  | Ukraine              | Kiev                  | Centre d'exposition international        | Suspilne                             |
| 2018  | Portugal             | Lisbonne              | Altice Arena                             | RTP                                  |
| 2019  | Israël               | Tel-Aviv              | Convention Center                        | KAN                                  |
| 2020  | Pays-Bas             | Rotterdam             | Rotterdam Ahoy                           | AVROTROS, NPO, NOS                   |
| 2021  | Pays-Bas             | Rotterdam             | Rotterdam Ahoy                           | AVROTROS, NPO, NOS                   |
| 2022  | Italie               | Turin                 | PalaOlimpico                             | Rai                                  |
| 2023  | Royaume-Uni          | Liverpool             | Liverpool Arena                          | BBC (en collaboration avec Suspilne) |
| 2024  | Suède                | Malmö                 | Malmö Arena                              | SVT                                  |
| 2025  | Suisse               | Bâle                  | Halle Saint-Jacques                      | SRG SSR                              |
| 2026  | Autriche             | Vienne                | Wiener Stadthalle                        | ÖRF                                  |

## Présentateurs et superviseurs
En 2024, 119 personnes ont déjà présenté une édition du Concours. De celles-ci, 40 sont des hommes et 79 des femmes. L'UER désigne également un superviseur exécutif pour chaque édition. Celui-ci est chargé de la représenter sur place et s'assure que tous les aspects de la production soient conformes au règlement. Au moins 10 personnes se sont succédé à ce poste dont 7 hommes et 3 femmes. L'identité du superviseur exécutif des concours 1958 à 1963 n'est pas connue. Le tableau ci-dessous reprend toutes ces données.
| Présentateurs et superviseurs | Présentateurs et superviseurs | Présentateurs et superviseurs        | Présentateurs et superviseurs                                                      | Présentateurs et superviseurs |
| Année                         | Pays hôte                     | Diffuseur hôte                       | Présentateur(s)                                                                    | Superviseur                   |
| ----------------------------- | ----------------------------- | ------------------------------------ | ---------------------------------------------------------------------------------- | ----------------------------- |
| 1956                          | Suisse                        | RTSI                                 | Lohengrin Filipello                                                                | Rolf Liebermann               |
| 1957                          | Allemagne de l'Ouest          | Hessischer Rundfunk                  | Anaid Iplicjian                                                                    | Rolf Liebermann               |
| 1958                          | Pays-Bas                      | NTS                                  | Hannie Lips                                                                        | Inconnu                       |
| 1959                          | France                        | RTF                                  | Jacqueline Joubert                                                                 | Inconnu                       |
| 1960                          | Royaume-Uni                   | BBC                                  | Katie Boyle                                                                        | Inconnu                       |
| 1961                          | France                        | RTF                                  | Jacqueline Joubert                                                                 | Inconnu                       |
| 1962                          | Luxembourg                    | CLT                                  | Mireille Delannoy                                                                  | Inconnu                       |
| 1963                          | Royaume-Uni                   | BBC                                  | Katie Boyle                                                                        | Inconnu                       |
| 1964                          | Danemark                      | DR                                   | Lotte Wæver                                                                        | Miroslav Vilcek               |
| 1965                          | Italie                        | Rai                                  | Renata Mauro                                                                       | Miroslav Vilcek               |
| 1966                          | Luxembourg                    | CLT                                  | Josiane Chen                                                                       | Clifford Brown                |
| 1967                          | Autriche                      | ÖRF                                  | Erika Vaal                                                                         | Clifford Brown                |
| 1968                          | Royaume-Uni                   | BBC                                  | Katie Boyle                                                                        | Clifford Brown                |
| 1969                          | Espagne                       | TVE                                  | Laurita Valenzuela                                                                 | Clifford Brown                |
| 1970                          | Pays-Bas                      | NOS                                  | Willy Dobbe                                                                        | Clifford Brown                |
| 1971                          | Irlande                       | RTÉ                                  | Bernadette Ní Ghallchoir                                                           | Clifford Brown                |
| 1972                          | Royaume-Uni                   | BBC                                  | Moira Shearer                                                                      | Clifford Brown                |
| 1973                          | Luxembourg                    | CLT                                  | Helga Guitton                                                                      | Clifford Brown                |
| 1974                          | Royaume-Uni                   | BBC                                  | Katie Boyle                                                                        | Clifford Brown                |
| 1975                          | Suède                         | SR                                   | Karin Falck                                                                        | Clifford Brown                |
| 1976                          | Pays-Bas                      | NOS                                  | Corry Brokken                                                                      | Clifford Brown                |
| 1977                          | Royaume-Uni                   | BBC                                  | Angela Rippon                                                                      | Clifford Brown                |
| 1978                          | France                        | TF1                                  | Denise Fabre et Léon Zitrone                                                       | Frank Naef                    |
| 1979                          | Israël                        | IBA                                  | Yardena Arazi et Daniel Pe'er                                                      | Frank Naef                    |
| 1980                          | Pays-Bas                      | NOS                                  | Marlous Fluitsma                                                                   | Frank Naef                    |
| 1981                          | Irlande                       | RTÉ                                  | Doireann Ní Bhríain                                                                | Frank Naef                    |
| 1982                          | Royaume-Uni                   | BBC                                  | Jan Leeming                                                                        | Frank Naef                    |
| 1983                          | Allemagne de l'Ouest          | ARD                                  | Marlène Charell                                                                    | Frank Naef                    |
| 1984                          | Luxembourg                    | RTL                                  | Désirée Nosbusch                                                                   | Frank Naef                    |
| 1985                          | Suède                         | SVT                                  | Lill Lindfors                                                                      | Frank Naef                    |
| 1986                          | Norvège                       | NRK                                  | Åse Kleveland                                                                      | Frank Naef                    |
| 1987                          | Belgique                      | RTBF                                 | Viktor Lazlo                                                                       | Frank Naef                    |
| 1988                          | Irlande                       | RTÉ                                  | Michelle Rocca et Pat Kenny                                                        | Frank Naef                    |
| 1989                          | Suisse                        | SSR                                  | Lolita Morena et Jacques Deschenaux                                                | Frank Naef                    |
| 1990                          | Yougoslavie                   | JRT                                  | Helga Vlahović et Oliver Mlakar                                                    | Frank Naef                    |
| 1991                          | Italie                        | Rai                                  | Gigliola Cinquetti et Toto Cutugno                                                 | Frank Naef                    |
| 1992                          | Suède                         | SVT                                  | Lydia Cappolicchio et Harald Treutiger                                             | Frank Naef                    |
| 1993                          | Irlande                       | RTÉ                                  | Fionnuala Sweeney                                                                  | Christian Clausen             |
| 1994                          | Irlande                       | RTÉ                                  | Cynthia Ní Mhurchú et Gerry Ryan                                                   | Christian Clausen             |
| 1995                          | Irlande                       | RTÉ                                  | Mary Kennedy                                                                       | Christian Clausen             |
| 1996                          | Norvège                       | NRK                                  | Ingvild Bryn et Morten Harket                                                      | Christine Marchal-Ortiz       |
| 1997                          | Irlande                       | RTÉ                                  | Carrie Crowley et Ronan Keating                                                    | Marie-Claire Vionnet          |
| 1998                          | Royaume-Uni                   | BBC                                  | Ulrika Jonsson et Terry Wogan                                                      | Christine Marchal-Ortiz       |
| 1999                          | Israël                        | IBA                                  | Dafna Dekel, Sigal Shahamon et Yigal Ravid                                         | Christine Marchal-Ortiz       |
| 2000                          | Suède                         | SVT                                  | Kattis Ahlström et Anders Lundin                                                   | Christine Marchal-Ortiz       |
| 2001                          | Danemark                      | DR                                   | Natasja Crone Back et Søren Pilmark                                                | Christine Marchal-Ortiz       |
| 2002                          | Estonie                       | ETV                                  | Annely Peebo et Marko Matvere                                                      | Christine Marchal-Ortiz       |
| 2003                          | Lettonie                      | LTV                                  | Marie N et Renārs Kaupers                                                          | Sarah Yuen                    |
| 2004                          | Turquie                       | TRT                                  | Meltem Cumbul et Korhan Abay                                                       | Svante Stockselius            |
| 2005                          | Ukraine                       | NTU                                  | Maria Efrosinina et Pavlo Shylko                                                   | Svante Stockselius            |
| 2006                          | Grèce                         | ERT                                  | Maria Menounos et Sákis Rouvás                                                     | Svante Stockselius            |
| 2007                          | Finlande                      | YLE                                  | Jaana Pelkonen et Mikko Leppilampi                                                 | Svante Stockselius            |
| 2008                          | Serbie                        | RTS                                  | Jovana Janković et Željko Joksimović                                               | Svante Stockselius            |
| 2009                          | Russie                        | Pierviy Kanal                        | Demi-finales : Natalia Vodianova et Andreï Malakhov Finale : Alsou et Ivan Ourgant | Svante Stockselius            |
| 2010                          | Norvège                       | NRK                                  | Nadia Hasnaoui, Haddy N'jie et Erik Solbakken                                      | Svante Stockselius            |
| 2011                          | Allemagne                     | NDR                                  | Anke Engelke, Judith Rakers et Stefan Raab                                         | Jon Ola Sand                  |
| 2012                          | Azerbaïdjan                   | İTV                                  | Leyla Aliyeva, Nargiz Birk-Petersen et Eldar Qasımov                               | Jon Ola Sand                  |
| 2013                          | Suède                         | SVT                                  | Petra Mede                                                                         | Jon Ola Sand                  |
| 2014                          | Danemark                      | DR                                   | Lise Rønne, Nikolaj Koppel et Pilou Asbæk                                          | Jon Ola Sand                  |
| 2015                          | Autriche                      | ÖRF                                  | Mirjam Weichselbraun, Alice Tumler et Arabella Kiesbauer                           | Jon Ola Sand                  |
| 2016                          | Suède                         | SVT                                  | Petra Mede et Måns Zelmerlöw                                                       | Jon Ola Sand                  |
| 2017                          | Ukraine                       | UA:PBC                               | Oleksandr Skichko, Volodymyr Ostapchuk et Timur Miroshnychenko                     | Jon Ola Sand                  |
| 2018                          | Portugal                      | RTP                                  | Filomena Cautela, Sílvia Alberto, Daniela Ruah et Catarina Furtado                 | Jon Ola Sand                  |
| 2019                          | Israël                        | KAN                                  | Bar Refaeli, Erez Tal, Assi Azar et Lucy Ayoub                                     | Jon Ola Sand                  |
| 2020                          | Pays-Bas                      | AVROTROS NPO NOS                     | Edsilia Rombley, Chantal Janzen et Jan Smit                                        | Jon Ola Sand                  |
| 2021                          | Pays-Bas                      | AVROTROS NPO NOS                     | Edsilia Rombley, Chantal Janzen, Jan Smit et Nikkie de Jager                       | Martin Österdahl              |
| 2022                          | Italie                        | Rai                                  | Alessandro Cattelan, Laura Pausini et Mika                                         | Martin Österdahl              |
| 2023                          | Royaume-Uni                   | BBC (en collaboration avec Suspilne) | Alesha Dixon, Graham Norton, Julia Sanina et Hannah Waddingham                     | Martin Österdahl              |
| 2024                          | Suède                         | SVT                                  | Petra Mede et Malin Åkerman                                                        | Martin Österdahl              |
| 2025                          | Suisse                        | SRG SSR                              | Hazel Brugger, Michelle Hunziker et Sandra Studer                                  | Martin Österdahl              |
| 2026                          | Autriche                      | ORF                                  |                                                                                    |                               |

## Records

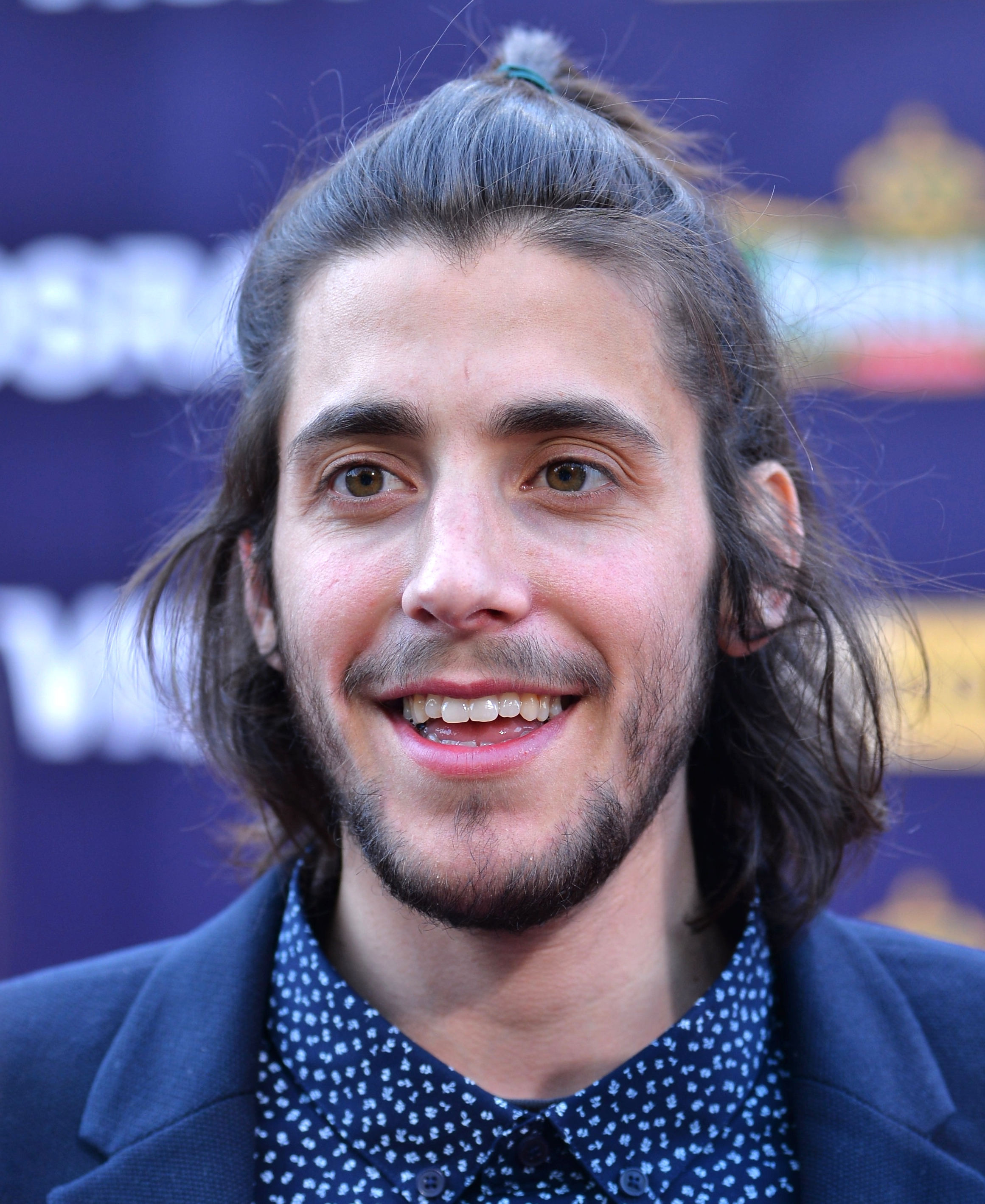
Salvador Sobral, premier gagnant du Concours pour le Portugal.

### Participations
L'Allemagne détient le record du plus grand nombre de participations au Concours pour un pays membre de l'UER : 67 en 2024. Depuis 1956, le pays n'a en effet manqué qu'une seule édition du Concours, en 1996. Viennent ensuite la France et le Royaume-Uni avec chacun 66 participations en 2024. Ces pays n'ont manqué que deux éditions du Concours : en 1974 et 1982 pour la France ; en 1956 et 1958 pour le Royaume-Uni. Par ailleurs, le Royaume-Uni détient le record du plus grand nombre de participations consécutives : 65 en 2024. En effet, depuis 1959, le pays n'a manqué aucune édition du Concours.

### Deuxième place
Le Royaume-Uni est le pays participant ayant le plus souvent terminé à la deuxième place : à seize reprises, en 1959, 1960, 1961, 1964, 1965, 1968, 1970, 1972, 1975, 1977, 1988, 1989, 1992, 1993, 1998 et 2022.

### Pays vainqueur
L'Irlande et la Suède sont les pays participants à avoir remporté le plus grand nombre de victoires au Concours, avec sept victoires chacun. La première l'a remporté en 1970, 1980, 1987, 1992, 1993, 1994 et 1996 ; la seconde en 1974, 1984, 1991, 1999, 2012, 2015 et 2023,. Viennent ensuite la France, le Luxembourg, les Pays-Bas et le Royaume-Uni, qui l'ont remporté chacun à cinq reprises. L'Irlande est également le seul pays participant à avoir remporté la victoire à trois reprises consécutives : en 1992, 1993 et 1994. Seuls trois autres pays ont remporté la victoire à deux reprises consécutives : l'Espagne (en 1968 et 1969), le Luxembourg (en 1972 et 1973) et Israël (en 1978 et 1979).

### Dernière place
La Norvège détient toujours le record de dernière place et de nul point. Le pays a terminé douze fois à la dernière place, en finale : en 1963, 1969, 1974, 1976, 1978, 1981, 1990, 1997, 2001, 2004, 2012 et 2024. Quatre de ces dernières places se sont soldées par un « nul point » : en 1963, 1978, 1981 et 1997. La Finlande suit, avec onze fois en dernière position (neuf fois en finale, en 1963, 1965, 1968, 1980, 1982, 1990, 1992, 1996 et 2009 ; deux fois en demi-finale, en 2015 et en 2019) ; trois de ces dernières places s'étant soldées par un « nul point » (en 1963, 1965 et 1982).

### Intervalle entre première participation et première victoire
Le record du plus long intervalle de temps écoulé entre une première participation et une première victoire est détenu par le Portugal qui a attendu 53 ans pour remporter le Concours. Le pays a participé pour la première fois en 1964 et a gagné pour la première fois en 2017, à sa quarante-neuvième participation. Viennent ensuite la Finlande qui a dû attendre 45 ans (ayant participé pour la première fois en 1961 et ayant gagné pour la première fois en 2006, à sa quarantième participation), la Grèce qui a attendu 31 ans avant sa victoire en 2005 puis la Belgique qui doit attendre 30 ans entre ses débuts en 1956 et sa première victoire en 1986.
Après l'édition 2025, Malte est le plus ancien pays participant à n'avoir encore jamais décroché la victoire. Le pays participe depuis 1971 et son meilleur résultat demeure une deuxième place, en 2002 et en 2005. Viennent ensuite Chypre (qui participe depuis 1981) et l'Islande (depuis 1986).

### Intervalle entre deux victoires

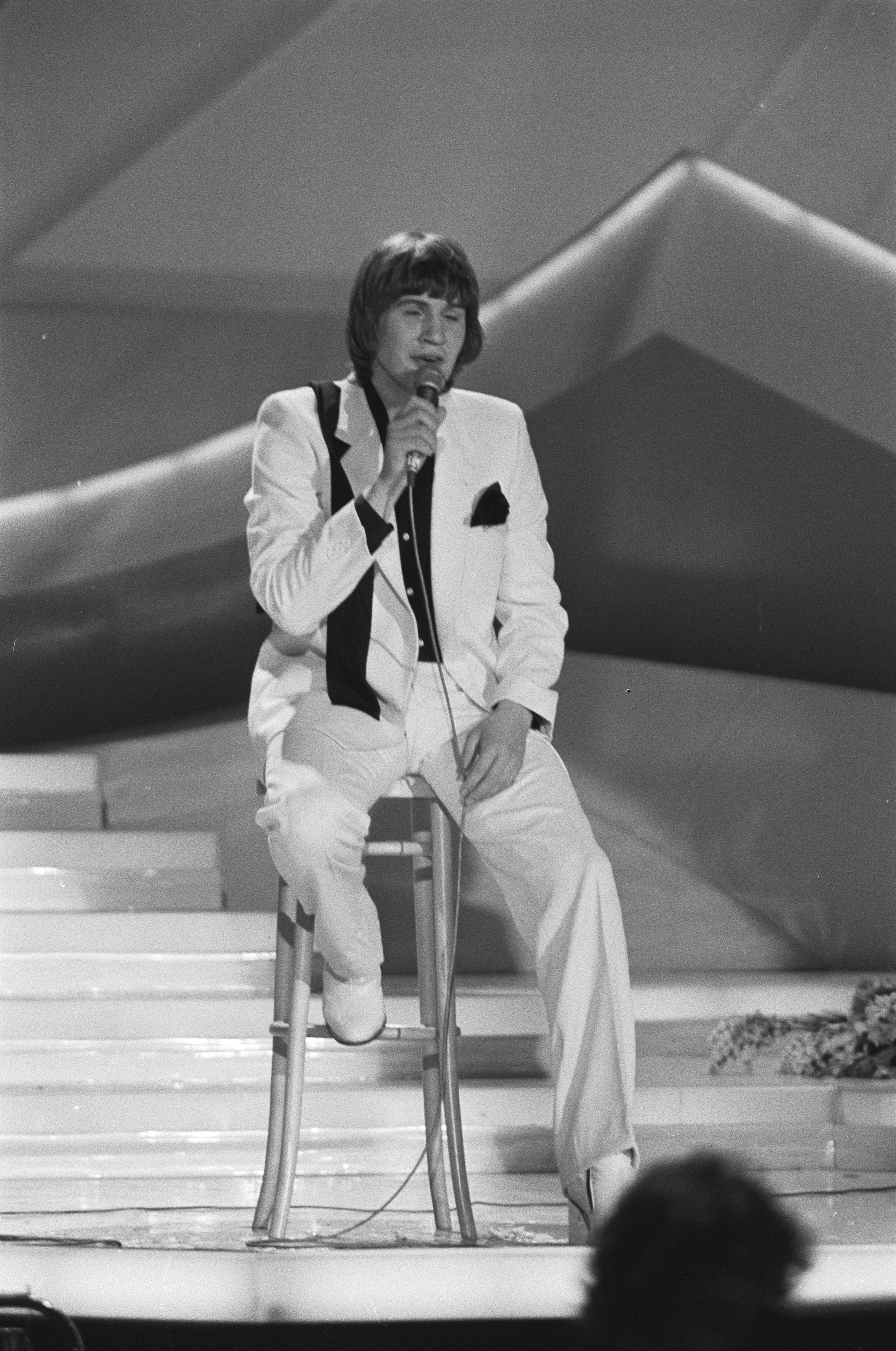
Johnny Logan lors de sa victoire de 1980.

Le record du plus long intervalle de temps écoulé entre deux victoires est détenu par l'Autriche. Le pays a attendu 48 ans, entre sa première victoire en 1966 et sa seconde, en 2014. Viennent ensuite les Pays-Bas, qui ont attendu 44 ans entre leur quatrième victoire en 1975 et leur cinquième en 2019, et le Danemark, qui a attendu 37 ans, entre ses deux premières victoires de 1963 et 2000.

### Nombre de points
Le record du plus grand nombre de points reçus par une chanson gagnante est détenu par le Portugal qui obtient 758 points en 2017. Viennent ensuite l'Ukraine, qui obtient 631 points en 2022 ; la Suisse, qui obtient 591 points en 2024 ; la Suède, qui obtient 583 points en 2023 et l'Ukraine, qui obtient 534 points en 2016.
Le record du plus grand nombre de « douze points » obtenu par une chanson gagnante est détenu par l'Ukraine, qui en obtient 33 en 2022 — 5 des jurys et 28 du public. Viennent ensuite le Portugal, qui en reçoit 30 en 2017 — 18 des jurys et 12 du public —, la Suisse, qui en reçoit 23 en 2024 — 22 des jurys et 1 du public —, puis la Suède, qui en obtient 18 en 2012 et l'Ukraine, qui en obtient 17 — 11 des jurys et 6 du public — en 2016.

### Pays hôte
Le pays ayant accueilli le plus souvent le Concours demeure toujours le Royaume-Uni. La télévision publique britannique organise en effet le Concours à neuf reprises : en 1960, 1963, 1968, 1972, 1974, 1977, 1982, 1998 et 2023. Viennent ensuite l'Irlande qui l'a accueilli à sept reprises : en 1971, 1981, 1988, 1993, 1994, 1995 et 1997 et la Suède qui l'a également accueilli sept fois : en 1975, 1985, 1992, 2000, 2013, 2016 et 2024.

### Ville hôte
La ville ayant accueilli le plus souvent le Concours demeure toujours Dublin, en Irlande. La télévision publique irlandaise y organise le concours à six reprises : en 1971, 1981, 1988, 1994, 1995 et 1997. Londres, au Royaume-Uni, et Luxembourg, au Grand-Duché de Luxembourg ont chacune accueilli le Concours à quatre reprises.

### Artistes gagnants
La plus jeune gagnante du Concours demeure la Belge Sandra Kim. Avant le Concours et durant les répétitions, la délégation belge et le manager de Kim déclarent que la jeune fille est âgée de quinze ans. Or Kim a en réalité treize ans. Tous pensent que son très jeune âge pourra être un obstacle à sa réussite au Concours. La vérité est révélée après la victoire de Kim et entraîne une demande officielle de disqualification auprès de l'UER, de la part de la télévision publique suisse. Cette plainte n'aboutit jamais, le règlement du Concours ne prévoyant alors aucune limite d'âge des participants. Ce n'est qu'à partir de 1990 qu'il est imposé aux candidats d'avoir au minimum seize ans, le jour de leur participation. Cette limite d'âge implique que Sandra Kim restera à jamais la plus jeune gagnante du Concours.
L'Irlandais Johnny Logan est, jusqu'en 2023, le seul interprète à avoir remporté le concours à deux reprises, en 1980 et 1987. Il demeure également le seul artiste à avoir trois victoires à son actif : en tant qu'interprète en 1980 ; en tant qu'auteur et interprète en 1987 ; en tant qu'auteur en 1992. Cette particularité lui vaut le surnom de « Mr Eurovision ». En 2023, la chanteuse suédoise Loreen remporte le concours une seconde fois après l'avoir remporté en 2012, et rejoint donc Johnny Logan au palmarès des doubles vainqueurs du concours.

## Controverses
La première controverse majeure de l'histoire du Concours a lieu en 1963. Le porte-parole du jury norvégien, Roald Øyen, ne respecte pas le règlement de la procédure de vote. Repris par la présentatrice, Katie Boyle, qui le prie de répéter les résultats dans l'ordre correct, Roald Øyen demande d'être rappelé à la fin du vote, après que tous les autres pays ont été contactés. Mais, lorsque Katie Boyle recontacte le jury norvégien, Roald Øyen lit des résultats différents de ceux énoncés précédemment. Il s'avère par la suite que les résultats du jury norvégien ne sont pas prêts lorsqu'il est appelé pour la première fois par Katie Boyle. Son président est encore occupé à additionner les votes des jurés. Pris de court, Roald Øyen a lu des résultats provisoires. Depuis lors, le Concours a été l'occasion de nombreuses controverses.

### Controverses portant sur les musiques
En 1995, une légère controverse est soulevée après le Concours. Certaines critiques soulignent que l'Eurovision était avant tout un concours de chanson. Or Nocturne tient plus du morceau instrumental que de la composition chantée. Ils demandent à l'UER d'adapter son règlement, afin de clarifier la situation pour l'avenir.
En 1999, le recours à un orchestre devient facultatif. Mais l'utilisation d'une bande-son ne modifie aucunement une règle essentielle du Concours : toutes les parties chantées devront continuer à être interprétées en direct. Or, la chanson croate, Maria Magdalena, interprétée par Doris Dragović, comportait des chœurs masculins préenregistrés sur sa bande-son. La Croatie est sanctionnée après le Concours, sur plainte de la délégation norvégienne : son score est réduit d'un tiers, ce qui diminue son score moyen entrant en compte pour la relégation. Son classement à la quatrième place est cependant maintenu.
En 2000, durant leur prestation, les représentants danois et futurs vainqueurs, les Olsen Brothers, ont recours à l'effet Auto-Tune, qui modifie électroniquement la voix de Jørgen Olsen. La délégation russe introduit une plainte pour infraction au règlement devant l'UER et demande la disqualification du Danemark. Cette plainte est cependant classée sans suite.

### Controverses politiques
En 1964, le Concours est organisé à Copenhague par la télévision publique danoise. Il y a de vives protestations dans l'opinion publique danoise, concernant la participation au concours de l'Espagne et du Portugal, qui sont encore à l'époque des dictatures,. Cela conduit au premier incident politique de l'histoire du Concours. Après le passage de la représentante suisse, un homme surgit sur scène, brandissant une bannière sur laquelle était peinte : « Boycott Franco et Salazar ». Tandis qu'il est évacué par la sécurité, la caméra fait un plan fixe sur le tableau de vote. En 1969, l'Autriche décide d'ailleurs de s'abstenir, refusant de participer à un Concours organisé par une dictature, l'Espagne étant alors dirigée par le général Franco.
Les années 1974 à 1978 sont marquées par les participations croisées de la Grèce et de la Turquie, alors en plein conflit sur la question chypriote. La Grèce fait ses débuts en 1974 ; la Turquie, en 1975. Cette année-là, la Grèce se retire par mesure de protestation envers la participation turque et surtout, envers l'invasion de l'île de Chypre par l'armée turque. L'année suivante, en 1976, la Turquie se retire par mesure de protestation envers le retour de la Grèce, puis s'abstient à nouveau de concourir en 1977. Il faut attendre 1978 pour que les deux pays participent à une même édition du Concours.
En 1978, le déroulement et le résultat du Concours posent problème à de nombreux télédiffuseurs d'Afrique du Nord et du Proche-Orient. Tous passent des spots publicitaires durant la prestation d'Israël. Puis, lorsque la victoire israélienne devient évidente, tous mettent fin prématurément à la retransmission. La Jordanie se fait particulièrement remarquer ; la télévision jordanienne interrompt le déroulement du vote, pour faire un gros plan sur un bouquet de jonquilles. Le lendemain, les journaux jordaniens proclament la victoire de la Belgique, qui a en réalité terminé deuxième,.
En 1979, la Turquie a sélectionné pour la représenter en Israël, la chanson Seviyorum, interprétée par Maria Rita Epik et le groupe 21.Peron. Dans le cadre de la crise pétrolière et des tensions internationales, le pays subit les pressions des pays arabes voisins d'Israël et finit par se retirer.
En 2000, la prestation des représentants israéliens, le groupe Ping Pong, suscite une vive controverse dans leur pays et ailleurs. Arrivés au refrain de leur chanson Sameyakh, les deux membres masculins du groupe s'embrassent sur la bouche. Puis, au dernier couplet, ils brandissent des drapeaux syriens et israéliens. En fait, la chanson qui parle d'une histoire d'amour entre un Syrien et une Israélienne, n'est pas comprise car ses paroles sont en hébreu ; le groupe souhaitait promouvoir la paix entre Israël et la Syrie,.
En 2005, le Liban a décidé de faire ses débuts au Concours. La chanson qui a été retenue par la télévision publique libanaise est Quand tout s'enfuit, interprétée par Aline Lahoud. Mais le pays se retire ultérieurement, un accord n'ayant pu être trouvé avec l'UER sur les modalités de retransmission du concours et le Liban jugeant qu'il ne peut se conformer au règlement du Concours. Les télévisions participantes ont en effet l'obligation de diffuser l'intégralité de l'émission (à l'exception des pauses commerciales). Or, la constitution du pays interdit la promotion de « produits » venant d'Israël. Cela empêche la télévision publique libanaise de diffuser la chanson israélienne et lui fait donc violer le règlement du Concours.
En 2009, à la suite du conflit armé d'août 2008 qui l'oppose à la Russie, la Géorgie, pays hôte de cette édition du Concours, décide de se retirer. Le pays revient cependant sur sa décision en décembre 2008, s'inscrit auprès de l'UER et est versé dans la première demi-finale. Au terme d'une sélection nationale ouverte, la chanson retenue fut We Don't Wanna Put In (Nous ne voulons pas le prendre en compte), interprétée par le groupe Stefane et 3G. Elle suscite immédiatement la controverse et un vaste mouvement de protestation en Russie. Son titre est en effet à double entente : il peut aussi se comprendre comme We Don't Wanna Putin (Nous ne voulons pas de Poutine) et donc comme une attaque personnelle à l'encontre du président russe. Après qu'elle lui a été soumise, le Groupe de Référence de l'UER refuse le morceau. Le Groupe base sa décision sur le paragraphe 9 de l'article 4 du règlement du Concours, qui stipule qu'aucune allusion politique ne peut être faite dans les paroles d'une chanson. Le Groupe donne le choix à la Géorgie : ou bien modifier le titre et le passage concerné, ou bien choisir une autre chanson. La télévision publique géorgienne refuse toute modification et décide de se retirer du Concours, invoquant une mesure censoriale et une atteinte à la liberté d'expression. Par la suite, le groupe Stefane et 3G admet que la chanson comportait bien un message politique et que leur objectif a été de ridiculiser Vladimir Poutine.
Toujours en 2009, les relations entre l'Arménie et l'Azerbaïdjan sont particulièrement tendues. Ainsi, après la première demi-finale, la délégation azerbaïdjanaise se plaint officiellement auprès des organisateurs russes et de l'UER. La carte postale introduisant l'Arménie montre en effet un monument nommé Nous sommes nos montagnes, représentant les têtes géantes stylisées d'un couple de paysans. Or ce monument est situé au Haut-Karabagh, région sécessionniste d'Azerbaïdjan, peuplée majoritairement d'Arméniens et constituée en république de facto, non reconnue par la communauté internationale. Lors de la finale, la carte postale de l'Arménie est éditée et l'image controversée, supprimée. Mais la télévision publique arménienne décide de répliquer durant le vote. L'image du monument est incrustée à l'écran, derrière la porte-parole arménienne, et collée sur le support lui permettant de lire les résultats,. Après la finale, l'Arménie accuse publiquement l'Azerbaïdjan d'avoir empêché les téléspectateurs azerbaïdjanais de voter pour la chanson arménienne, en masquant les numéros téléphoniques nécessaires, et d'avoir ainsi manipulé les résultats en sa défaveur. En outre, elle révèle que plusieurs citoyens azerbaïdjanais ont été arrêtés et interrogés par la Sûreté Nationale, qui les soupçonne d'avoir malgré tout voté pour Inga et Anush. Les autorités azerbaïdjanaises démentent vivement ces accusations, mais l'UER décide de lancer une enquête. Il est finalement prouvé que la télévision publique azerbaïdjanaise a manipulé le vote. L'UER lui inflige une amende de 2 700 €, ainsi qu'une menace de sanction : en cas de récidive prouvée, le pays sera exclu de l'Eurovision pour trois ans. À la suite de cette controverse, l'UER modifie le règlement du Concours, y incluant une interdiction formelle de violer la vie privée des téléspectateurs et une obligation de leur laisser leur entière liberté de vote. En outre, les télédiffuseurs seront désormais tenus responsables de toutes les actions en rapport avec le Concours, entreprises par leur gouvernement. Si ce dernier enfreint le règlement, les télédiffuseurs se verront infliger amendes et autres exclusions. Les relations entre l'Arménie et l'Azerbaïdjan ont été la cause, en 2012, du retrait de l'Arménie du Concours, qui a lieu à Bakou, en Azerbaïdjan.
En 2014, les tensions géopolitiques entre la Russie et l'Ukraine ont des conséquences sur le déroulement du Concours. Après avoir été huées lors de leur qualification à l'issue de la première demi-finale, les candidates russes, les jumelles Tolmatchevy, se font à nouveau huer et siffler durant leur prestation en finale, puis à chaque attribution de points à la Russie, lors du vote. Ces tensions se poursuivent, année après année, entraînant le retrait de l'Ukraine en 2015. Ce contexte politique entraîne, en 2017 — année où le Concours se déroule en Ukraine à Kiev —, l'interdiction pour la candidate russe Ioulia Samoïlova d'entrer sur le territoire ukrainien, ayant donné un concert en Crimée, où elle est entrée sans passer par le territoire ukrainien, comme le requiert la loi ukrainienne. Le choix de Ioulia Samoïlova est vu par les autorités ukrainiennes comme un choix délibérément politique voulant instiguer une polémique et comme une provocation, ce que les Russes nient en bloc. Faute d'un accord entre l'UER et le diffuseur hôte, UA:PBC pour permettre à la participante russe d'entrer en Ukraine, la Russie se retire le 13 avril 2017 soit un mois avant la finale.
En 2016, la victoire de la représentante ukrainienne Jamala suscite une importante controverse sur Internet pour sa chanson 1944, évoquant la déportation des tatars de Crimée par les autorités soviétiques durant la Seconde Guerre mondiale. Certains qualifient cette victoire de trop « politique », accusant même la chanteuse de diffuser de la « propagande anti-russe ». Il y a notamment des appels au boycott de l'édition 2017 du Concours, et une pétition a été créée dans le but de recommencer le décompte des points. En 2016 également, l’arménienne Iveta a failli se faire éliminer après avoir brandi un drapeau du Haut-Karabagh, territoire que se disputent l’Arménie et l’Azerbaïdjan.
En 2019, la tenue du Concours en Israël suscite un vent de protestation à travers l'Europe et de nombreux appels au boycott de cette édition. La même année, plusieurs manifestations politiques ont lieu le soir de la finale. Lors de l'entracte, entre deux de ses chansons, Madonna interprète un monologue pendant lequel elle fait allusion à « [la tempête] en nous » et déclare « ils pensent que nous ne sommes pas conscients de leurs crimes. Nous le savons, mais nous ne sommes juste pas prêts à agir », ce qui est interprété comme une référence au conflit israëlo-palestinien. Pendant la prestation de Future, deux danseurs portant respectivement les drapeaux israélien et palestinien sur le dos de leurs costumes sont filmés mains jointes en signe d'unité pendant que Quavo chantait les vers « Not everyone is coming to the future/Not everyone is learning from the past. » (en français « Tout le monde ne viendra pas dans le futur/Tout le monde n'apprend pas du passé. »). Par la suite, lors de la procédure de vote, les représentants islandais Hatari brandissent un drapeau palestinien, ce qui leur vaut d'être hués par le public.
En 2022, la Russie est exclue du Concours dans le contexte de l'invasion de l'Ukraine par la Russie. La victoire de l'Ukraine est qualifiée par plusieurs médias de « symbolique »,. Le journal Libération résume les résultats de cette 66e édition en ces termes : « Tout le monde s’attendait à ce que l’Ukraine gagne l’Eurovision, l’Ukraine devait gagner l’Eurovision, l’Ukraine a gagné l’Eurovision. ».
En 2024 et 2025, la participation d'Israël au concours est l'objet de fortes critiques à travers l'Europe en raison des de la guerre à Gaza. Des pétitions et des appels au boycott sont lancés dans plusieurs pays dès 2024,. Lors de cette édition, des manifestations contre la participation israélienne ont lieu à Malmö, où la sécurité est renforcée, tandis que, sur scène, plusieurs artistes participants arborent des signes en soutien à la cause palestinienne  et que le diffuseur belge flamand VRT diffuse, préalablement aux directs où participe Israël, le message : « Ceci est une action syndicale. Nous condamnons les violations des droits de l’homme commises par l’État d’Israël. De plus, l’État d’Israël détruit la liberté de la presse. C’est pourquoi nous interrompons brièvement l’image. #CeaseFireNow StopGenocideNow »,,,,,,,,,. La performance de l'artiste israélienne Eden Golan est également fortement huée par le public présent dans la salle. Par la suite, le diffuseur slovène RTVSLO sera le premier à formellement demander à l'UER d'exclure Israël,,. Dans les semaines précédant l'édition 2025, les diffuseurs RTVE (Espagne), RÚV (Islande),, RTÉ (Irlande),,, et enfin VRT (Belgique néerlandophone) appellent à une discussion entre les pays membres de l'union concernant la participation israélienne. Dans un premier temps, l'UER communique que « tous les membres de l'UER sont éligibles pour participer », Israël inclus,,. Cependant, l'union s'engagera plus tard à tenir des discussions sur le sujet,. Les résultats qu'obtient Israël au télévote alimentent également la controverse : le pays se classe 2e du vote du public en 2024 et 1er en 2025. Le journal espagnol El País explique le succès de 2025 en pointant des campagnes de mobilisation de la part d'Israël et de plusieurs médias proches de l'extrême droite européens et plusieurs diffuseurs participants demandent alors un audit des résultats de leur pays — RTVE, VRT, RÚV, RTÉ, mais aussi NRK (Norvège) et Yle (Finlande) —,,,,,,,,,,,. La présence israélienne à l'Eurovision est aussi mentionnée par certains politiques. Ainsi, le Premier ministre espagnol Pedro Sánchez demande, après le concours 2025, l'exclusion d'Israël estimant que l'UER applique « deux poids, deux mesures » en excluant la Russie à la suite de l'invasion de l'Ukraine, mais pas Israël en raison de sa conduite dans la guerre de Gaza, qu'il qualifie de « génocidaire »,,. Plusieurs députés belges évoquent également une campagne d'influence des autorités israéliennes et remettent en cause la participation du pays, tandis que des députés espagnols, membres de la coalition Sumar, soumettent une proposition non-législative au Congrès des députés demandant une réforme du concours et l'exclusion d'Israël,. Par ailleurs, le 19 mai 2025, Eurovision News Spotlight, une initiative de l'UER pour la vérification des faits et le renseignement d'origine sources ouvertes, rapporte avoir obtenu des preuves que l'Agence de publicité du gouvernement israélien a mené une campagne publicitaire pour encourager le soutien du public. Dans le cadre de l'enquête, Eurovision News Spotlight a analysé un compte YouTube créé le 20 avril 2025, sous le nom d'utilisateur @Vote4NewDayWillRise. Entre le 6 et le 16 mai, le compte publie 89 vidéos, réparties en deux campagnes : une pour la demi-finale ciblant 14 pays et une deuxième pour la finale ciblant 35 pays. Les vidéos réunissent plus de 8,3 millions de vues. De plus, une partie des vidéos a été supprimée le jour de la finale, dont une qui totalisait à elle seule au moins 25,2 millions de vues.  Ces vidéos sont ensuite relayées sur différents réseaux sociaux, incluant Instagram, TikTok et X, par certains comptes officiels de l'État et notamment ceux des ambassades d'Israël à travers le monde, ou encore ceux du Premier ministre Benyamin Netanyahou, qui fournissent des instructions sur la façon dont les votants peuvent exprimer leurs 20 votes autorisés en faveur d'Israël. Ce type de manipulation, bien que non interdit par le règlement du concours, est qualifié d'« abus » du système par le diffuseur finlandais Yle,. L'analyse, réalisée à l'aide d'outils open source, n'a trouvé aucune preuve de l'utilisation de l'intelligence artificielle pour les publicités, suggérant que la représentante d'Israël, Yuval Raphael, était personnellement impliquée dans la création des vidéos promotionnelles. Le gouvernement israélien a, par ailleurs, admis avoir procédé à une opération similaire en 2024,,,,.

### Controverses portant sur les votes
En 1966, pour la toute première fois, le public hue des porte-paroles : celui de la Norvège (qui attribue un vote à la Finlande, trois au Danemark et cinq à la Suède) et celui de la Finlande (qui attribue un vote à la Yougoslavie, trois au Danemark et cinq à la Suède). Il semble que le vote « en bloc » des pays nordiques ait particulièrement déplu. La représentante suédoise, Lill Lindfors, demeure persuadée qu'elle doit sa deuxième place à une conspiration entre les jurys danois, finlandais, norvégien et suédois, afin de mettre fin à la suprématie des pays francophones.
En 2007, les résultats de la demi-finale et de la finale sont vivement critiqués par certains médias des pays d'Europe de l'Ouest. Ils dénoncent tout d'abord la qualification, à l'issue de la demi-finale, de dix pays d'Europe de l'Est et l'élimination de tous les pays d'Europe de l'Ouest. Ensuite, ils remettent en cause le système de vote employé, les votes géographiques et partisans, ainsi que l'injustice des résultats de la finale. La polémique enfle au point d'être évoquée au Parlement britannique. D'autres médias d'Europe de l'Ouest dénoncent ce procès d'intention et estiment ces réactions insensées et chauvines. Selon eux, la victoire de la Serbie est amplement méritée et les dix pays qualifiés ont simplement présenté de meilleures chansons. De son côté, l'UER réfute toute partialité dans le vote, qui ne reflète que la qualité des chansons. L'Union fait ensuite publier une étude statistique : les résultats de la finale auraient été sensiblement identiques si seuls les pays d'Europe de l'Ouest avaient voté. Et le vainqueur aurait été le même.
En 2008, comme l'année précédente, les résultats du Concours suscitèrent la controverse dans les médias des pays d'Europe de l'Ouest. Et comme l'année précédente, l'UER commanda à la compagnie Digame, une étude statistique des votes. Il apparaît qu'aucune fraude, ni aucune manipulation n'a eu lieu. La victoire de la Russie demeure incontestable. Le pays a certes bénéficié de votes géographiques, mais aurait tout de même remporté le Concours, si seuls les pays d'Europe de l'Ouest avaient voté. La conclusion de l'étude souligne le facteur déterminant de la victoire russe : le pays a reçu des points de 38 pays sur les 42 votants.
Cette géopolitique des votes à l'Eurovision a été analysée par plusieurs études. Une étude de Jean-François Gleyze, réalisée en 2011,, et une autre étude de 2015 mettent en évidence de grands groupes géopolitiques caractérisés par une forte homogénéité culturelle et historique, votant solidairement : les pays d'ex-Yougoslavie (Bosnie-Herzégovine, Croatie, Macédoine, Monténégro, Serbie et Slovénie), les pays d'ex-URSS (Russie, Biélorussie, Ukraine, Estonie, Lettonie, Lituanie, Azerbaïdjan, Arménie, Géorgie, Moldavie), les pays nordiques (Suède, Norvège, Danemark, Islande et Finlande) et les États baltes (Estonie, Lettonie, Lituanie). D'autres liens de solidarité sont mis en avant, notamment entre Grèce et Chypre, Grèce et Albanie, Roumanie et Moldavie, s'expliquant là aussi par une proximité culturelle. On observe le même phénomène, dans une moindre mesure, entre Portugal et Espagne, Belgique et Pays-Bas, Royaume-Uni et Irlande, Malte et Royaume-Uni, France, Belgique et Suisse ainsi qu'Allemagne et Suisse. Enfin, les diasporas influent également sur les votes, l'Allemagne vote par exemple de manière récurrente pour la Turquie, les Turcs étant le premier pays d'origine des immigrés en Allemagne.

## Autres faits notables
En 1973, la chanteuse française Anne-Marie David représente le Luxembourg, elle remporte le Grand Prix avec la chanson Tu te reconnaîtras. En 1979, elle finit troisième cette fois pour la France avec le titre Je suis l'enfant-soleil. La nivernaise est la seule à avoir réalisé l'exploit d'atteindre deux places dans les trois premières en représentant deux pays différents, en l'occurrence sur ses deux seules participations.
En 1974, la chanson portugaise E depois do adeus est rentrée dans l'histoire comme la seule chanson du Concours à avoir été utilisée pour lancer une révolution. Elle est en effet employée comme signal de départ du coup militaire qui renverse la dictature portugaise alors en place, lors de la révolution des Œillets. L'année suivante, en 1975, la chanson portugaise Madrugada rend hommage à cette révolution. Les responsables du Concours ont le plus grand mal à décourager le représentant portugais, Duarte Mendes, à monter sur scène avec son uniforme et son fusil.
Également en 1974, la chanson italienne suscite la controverse dans son propre pays. L'Italie est alors en pleine campagne électorale, dans le cadre d'un référendum fixé au mois de mai 1974. Les Italiens doivent se prononcer pour ou contre l'abrogation de la loi permettant le divorce. Les censeurs de la télévision publique italienne estiment que Sì (« Oui ») pourrait être accusée d'envoyer des messages subliminaux, voire d'être une propagande pour influencer les électeurs. La chanson n'est diffusée par la RAI qu'après le référendum. Celui-ci se conclut par la victoire du non et le maintien de la loi sur le divorce.
En 1978, n'ayant pas lu le règlement Didier Barbelivien est le compositeur de la chanson représentant la France Il y aura toujours des violons terminant à la troisième place, mais également le co-compositeur de celle représentant Monaco Les Jardins de Monaco se plaçant juste derrière à la quatrième place. Au moment de la soumission des musiques par les pays concurrents et de leur période de validation, l'organisation ne s'en est pas aperçu. L'année suivante le concours va améliorer son organisation pour éviter par la suite ce genre de dysfonctionnement.
En 1988 la représentante israélienne, Yardena Arazi, n'accepte de représenter son pays qu'à condition d'être certaine de remporter la victoire. Après que le tirage au sort des ordres de passage a eu lieu et qu'Israël a reçu la neuvième place, Arazi va consulter une voyante. Celle-ci lui assura que la chanson qui passera en neuvième position remportera à coup sûr le Concours. Arazi accepte l'offre de la télévision publique israélienne et se choisit la chanson Ben Adam. Mais quelques semaines avant la finale, la chanson chypriote est disqualifiée et Chypre, qui a tiré la deuxième place, doit se retirer. Par conséquent, les ordres de passage sont tous avancés. Israël obtient alors la huitième place. Yardena Arazi termine finalement, septième. Quant à la fameuse neuvième place, elle échoit à la Suisse et à Céline Dion, qui remportent la victoire, ainsi que l'avait prédit la voyante.
En 2003, la Russie se fait représenter par le groupe t.A.T.u., qui a déjà remporté un grand succès commercial l'année précédente, avec All The Things She Said. Il s'agit d'un duo composé des chanteuses Lena Katina et Julia Volkova, supposées entretenir une relation homosexuelle. Tout cela n'est en fait qu'une ruse commerciale, inventée par leur manager Ivan Shapovalov. Durant la semaine des répétitions, Katina et Volkova se signalent par leur comportement capricieux, notamment en arrivant en retard à certaines répétitions, en en manquant d'autres et en boycottant les conférences de presse. Leur manager annonce en outre qu'elles s'embrasseront sur la bouche durant leur prestation. Elles devront cependant y renoncer, après que l'UER les aura menacées de disqualification.
En 2006, la participante islandaise, Silvia Night, suscite la controverse durant toute la semaine des répétitions. Il s'agit en réalité d'un personnage de diva extravagante créé et interprété par l'actrice Ágústa Eva Erlendsdóttir. Silvia Night passe ainsi son temps à se moquer ouvertement des autres concurrents, à traiter les journalistes avec le plus grand mépris et à émettre des commentaires déplaisants sur la Grèce et ses habitants. Elle va jusqu'à accuser la participante suédoise, Carola, de vouloir l'empoisonner. Ce happening permanent est cependant pris au premier degré par les médias et les organisateurs. La chanteuse est conspuée à de nombreuses reprises durant les répétitions, puis accueillie sur scène par des sifflets et des huées d'une ampleur inédite.
En 2006 encore, le Concours est remporté par la Finlande, avec la chanson Hard Rock Hallelujah interprétée par le groupe Lordi. Lordi est un groupe de hard rock, dont les membres portaient des déguisements élaborés et des masques de monstres et de démons. Ils ont pour règle de ne jamais se montrer à visage découvert en public. Lordi devient ainsi le premier groupe de hard rock et les premiers concurrents à se présenter entièrement masqués sur la scène du Concours. Bien que la sélection nationale ait été décidée par télévote, la victoire de Lordi est mal accueillie par l'opinion publique finlandaise. Le groupe est accusé de promouvoir le satanisme et d'offrir une image négative du pays à l'étranger. Malgré les démentis formels de ses membres, la controverse ne s'éteint pas et la délégation finlandaise reçoit un accueil glacial des organisateurs grecs. Leur prestation marque pourtant l'histoire du concours. La complexité des moyens requis (notamment pyrotechniques), des angles de vue nécessaires et des enchaînements de caméra nécessite une gestion entièrement informatisée. C'est ainsi la toute première fois qu'une prestation est gérée de bout en bout par un ordinateur. Enfin, le groupe reçoit un accueil mitigé de la part des commentateurs. La plupart se montrent sceptiques et traitent le groupe à la manière d'une vaste plaisanterie. Le commentateur belge, Jean-Pierre Hautier, va jusqu'à dire : « Si ce groupe gagne, je veux bien me transformer en chauve-souris ! » (le groupe remportera d'ailleurs le concours). Quant aux commentateurs français, Michel Drucker et Claudy Siar, leurs mots durs et remarques désobligeantes choquent des téléspectateurs français et des délégations étrangères sur place. Tous deux ont dû présenter des excuses publiques après la finale.
En 2010, la prestation du représentant espagnol, Daniel Diges, est perturbée par un incident rarissime. En plein milieu de sa chanson, un individu monte sur scène et se glisse parmi ses danseurs. Il s'agit de Jimmy Jump, un streaker qui s'est fait connaître par de nombreuses actions similaires. Daniel Diges et ses danseurs continuent imperturbablement leur numéro, tandis que la sécurité appréhende Jimmy Jump. Le scrutateur permet aux membres de la délégation espagnole de présenter leur morceau une seconde fois, après le passage de tous les autres pays participants.
En 2018, la chanteuse britannique SuRie est interrompue durant sa prestation par un homme qui est monté sur scène et qui lui a pris son micro. Il voulait protester contre la présence du Royaume-Uni malgré le Brexit, déclarant dans le micro de la chanteuse : « Modern Nazis of The UK media, we demand freedom! War is not peace! » (en français : « Les médias modernes nazis du Royaume-Uni, nous exigeons la liberté ! La guerre n'est pas la paix ! »),. La chanteuse parvient à récupérer quelques secondes plus tard son micro, tombé au sol lors de l'interpellation de l'individu. Le télé-diffuseur britannique BBC souhaite initialement un nouveau passage, ce qui lui est accordé mais après un temps de réflexion, l'interprète SuRie satisfaite de sa prestation ne souhaite pas remonter sur scène.
De nombreux candidats de l'Eurovision ont par ailleurs été des figures politiques de leur pays ou ont occupé des mandats électifs :
- le Portugal est le pays qui en compte le plus, le plus célèbre étant Manuel Alegre, poète auteur du texte de la chanson portugaise de l'édition 1976 de l'Eurovision et second aux élections présidentielles portugaises de 2006 et 2011 ;
- Iva Zanicchi, candidate de l'Italie en 1969, fut députée européenne de 1999 à 2009 ;
- Dana Rosemary Scallon, dite Dana, candidate victorieuse de l'Irlande en 1970, fut députée européenne de 1999 à 2004 et candidate à la présidence de l'Irlande en 1997 et 2011 ;
- Ismeta Dervoz, candidate en 1976, fut députée en Bosnie-Herzégovine de 2010 à 2014 ;
- Jaana Pelkonen, présentatrice en 2007, fut députée finlandaise ;
- Claudette Pace (en), candidate en 2000, fut élue députée maltaise en 2013 ;
- Zlata Ognévitch, candidate en 2013, fut élue députée ukrainienne en 2014[8].

## Analyse

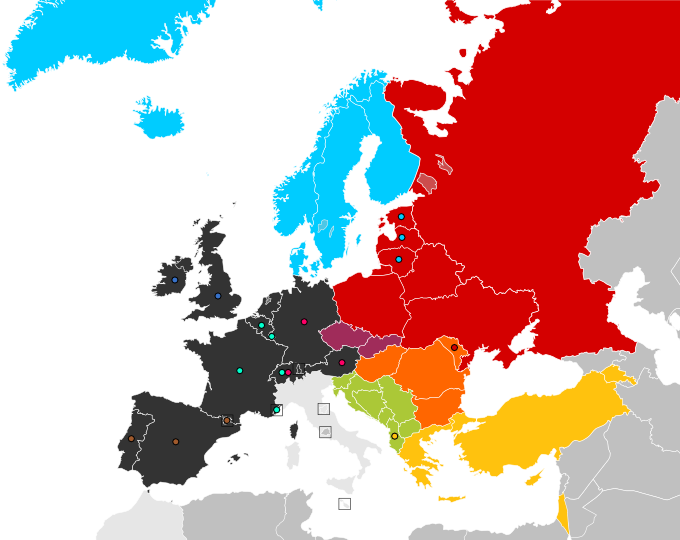
Répartition géographique des blocs de pays au Concours Eurovision de la chanson.

Dès ses débuts, le Concours a été plus qu'une simple compétition musicale en revêtant des enjeux symboliques, notamment géopolitiques, pour les États, au-delà de la qualité des chansons,. Le Concours repose en effet sur un format stato-centré. Il en devient une compétition de nations où l'aspect politique éclipse parfois l'aspect musical. Et de tous les moments, c'est le vote qui cristallise le plus ce phénomène. Le public et les commentateurs l'envisagent toujours comme le moment le plus important et tiennent pour acquis, des échanges de votes entre pays vus comme amis et une ignorance réciproque de pays vus comme ennemis,.
La question du biais des votes du public a fait l'objet de nombreuses études. Toutes ont prouvé l'existence de blocs de pays au sein desquels les votes sont échangés de manière réciproque et répétée. Trois blocs principaux ont jusqu'à présent été mis en évidence :
- celui des pays nordiques (Danemark, Finlande, Islande, Norvège, Suède) ;
- celui des anciennes républiques yougoslaves (Bosnie-Herzégovine, Croatie, Macédoine du Nord, Monténégro, Serbie, Slovénie) ;
- celui des anciennes républiques soviétiques (Biélorussie, Russie, Ukraine et dans une moindre mesure Géorgie, Azerbaïdjan et Arménie).

À cela, il convient d'ajouter certains couples de pays fonctionnant à la manière d'un bloc, dont le plus flagrant est celui formé par Chypre et la Grèce,.
En conclusion, le Concours et sa procédure de vote présentent une double dimension. Premièrement, celle d'opinions publiques nationales se rencontrant, se confrontant et s'exprimant librement sur un sujet musical. Dans cette perspective, la chanson gagnante demeure malgré tout le point de convergence du plus grand nombre. Deuxièmement, celle d'un réseau de pays aux interactions complexes, tributaire du poids de l'histoire et de la géographie. Dans cette perspective, le classement final demeure biaisé par des opinions sociologiques divergentes. Ces deux dimensions sont inextricablement liées et sujettes à polémique, mais font du Concours un objet unique sur la scène internationale.

## Phénomène de société

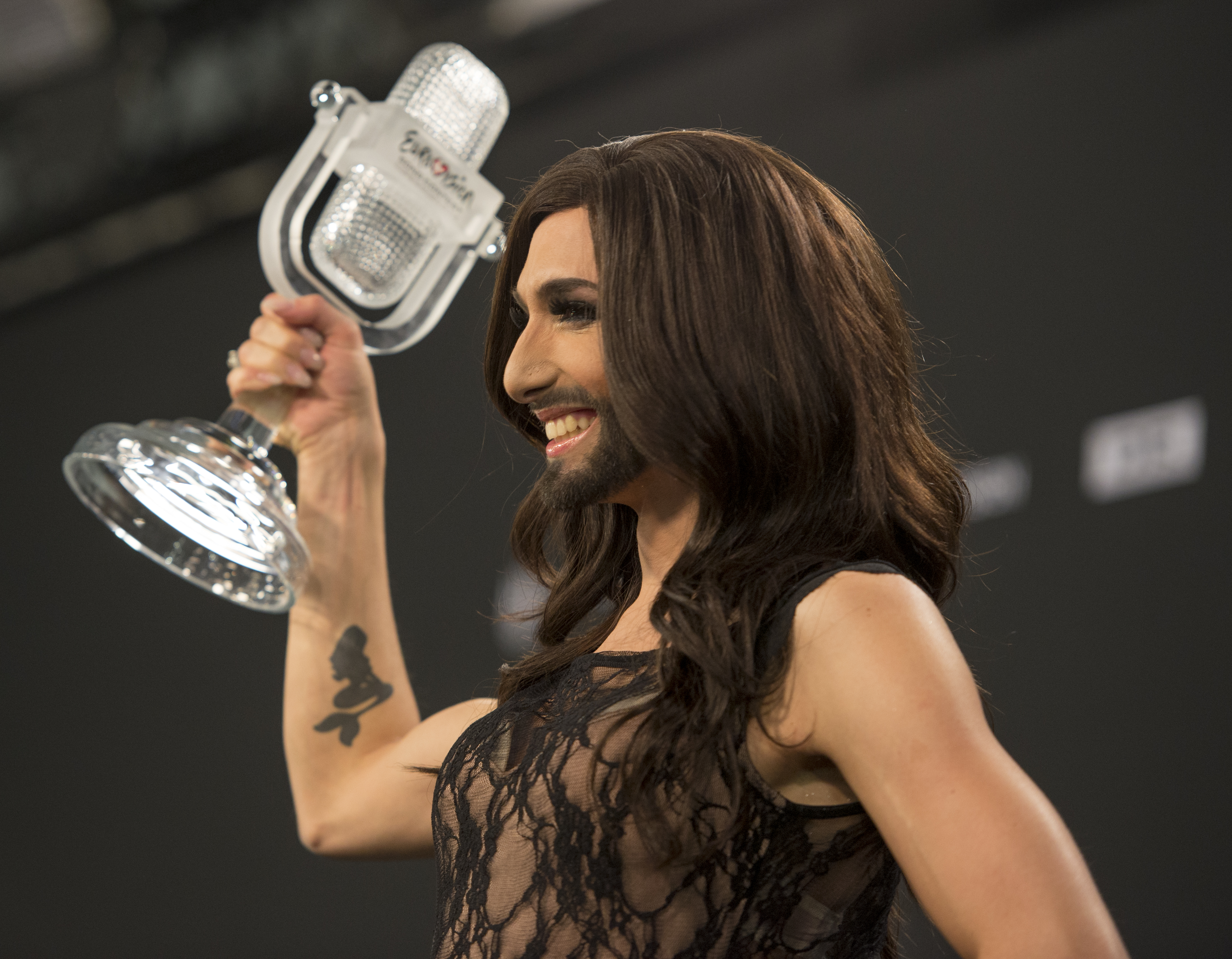
Conchita Wurst, lauréate du Concours 2014.

L'Eurovision est un grand événement musical qui, au fil des années, a acquis une renommée qui peut varier énormément d’un pays à l’autre.
Dans plusieurs pays d'Europe de l'Ouest, et tout particulièrement en France, le Concours est perçu comme un événement « kitsch » voire « ringard », ou  « beauf ». En France notamment, le Concours est très souvent perçu comme un concours auquel le pays ne devrait pas participer et dans lequel celui-ci ne fait qu'enchaîner les résultats catastrophiques. Les commentateurs français s'en sont d'ailleurs pris aux participants à plusieurs reprises — par exemple en 2002, la participante espagnole s'est vue traiter d'« hippopotame » et de « vache » par Dave et Marc-Olivier Fogiel ou encore en 2006 quand Michel Drucker dit du groupe hard rock Lordi qu'« ils seront certainement au zoo de Vincennes cet automne ». Isabelle Mergault aurait, pour sa part, commenté le Concours après avoir « beaucoup bu », selon les dires de son partenaire Laurent Ruquier. Les commentateurs du Concours marquent ainsi les mémoires plus que le Concours lui-même et sont donc le centre de l'attention, comme l'indique Alain Fontan, fan français ayant longtemps été le contact de presse de la filière française de l'Organisation générale des amateurs de l'Eurovision : « [Les journalistes] parlaient plus des commentateurs français que des chanteurs eux-mêmes. ». Cette opinion négative qu’a le grand public du concours est assez régulièrement contestée,. Natasha St-Pier, qui a commenté l'édition 2014, affirme qu'« il n'y a qu'en France qu'on trouve cela ringard ». Par ailleurs, Jean-Marc Richard, animateur de télévision suisse, a publié en 2017 un livre intitulé La Saga de l'Eurovision, dans lequel il écrit que « l'Eurovision est sorti de sa ringardise » et qu'il est même « le seul élément positif de l'Europe actuellement », tandis que le site de la chaîne France Info a publié, en mai 2017, un article tentant de casser les clichés sur le Concours.
De fait, si l'image du Concours en France est encore négative, dans d'autres pays l'engouement qu'il suscite est très important — notamment dans les pays d'Europe de l'Est tels l'Albanie, les pays de l'ex-Yougoslavie et de l'ex-URSS. En Italie par exemple, le retour du pays en 2011 a été une source d'incrédulité parmi les fans et l'événement a finalement attiré 1 291 000 téléspectateurs, nombre qui n'a fait qu'augmenter d'année en année atteignant 3 292 000 téléspectateurs en 2015 et 3 742 000 en 2017. Par ailleurs, en 2014, le Concours est arrivé premier des Trending Topics sur Twitter en Italie.
C'est cependant dans les pays nordiques que l'Eurovision est le plus populaire. En 2014, l'université de Copenhague a organisé sur trois jours plusieurs conférences sur le thème de l'Eurovision mais c'est en Suède que l'Eurovision est une véritable institution. Dans ce pays où le Concours atteint généralement 80 % de parts d'audience, le Melodifestivalen — l'émission télévisée utilisée comme sélection du représentant suédois — lui-même est déjà un événement. Dans ce pays, le Melodifestivalen et l'Eurovision sont des programmes rassembleurs et intergénérationnels, réunissant aisément les familles. Ainsi, les soirées du Melodifestivalen se tiennent dans des salles de concert pleines, y compris lors des répétitions, et chaque année, nombreux sont les artistes à soumettre une candidature pour y participer.
En dehors de l'image liée à sa popularité, le Concours est également perçu comme très gay-friendly dans de nombreux pays. Pour Brian Singleton, professeur et auteur d'un article sur la sociologie des fans de l’Eurovision, une majorité des fans serait homosexuelle, et au fil des années, une association entre Eurovision et gays a été créée. De nombreux participants au Concours font d'ailleurs eux-mêmes partie de la communauté LGBT et notamment les vainqueurs Dana International, Marija Šerifović, Conchita Wurst et Nemo.

## Audiences télévisées cumulées
Le tableau ci-dessous récapitule les audiences du Concours à travers le monde ainsi qu'en France depuis 2009 :
| Année | Monde       | France    | Belgique francophone |
| ----- | ----------- | --------- | -------------------- |
| 2009  | 122 000 000 | 5 700 000 |                      |
| 2010  | 108 000 000 | 3 600 000 |                      |
| 2011  | 114 500 000 | 4 900 000 |                      |
| 2012  | 102 900 000 | 3 984 000 |                      |
| 2013  | 170 000 000 | 2 700 000 |                      |
| 2014  | 195 000 000 | 2 600 000 | 173 000              |
| 2015  | 197 000 000 | 4 412 000 | 527 000              |
| 2016  | 204 000 000 | 4 970 000 | 406 000              |
| 2017  | 182 000 000 | 4 700 000 | 498 000              |
| 2018  | 186 000 000 | 5 158 000 |                      |
| 2019  | 182 000 000 | 4 790 000 | 249 000              |
| 2021  | 183 000 000 | 5 492 000 | 445 000              |
| 2022  | 161 000 000 | 3 175 000 | 350 000              |
| 2023  | 162 000 000 | 3 480 000 | 310 593              |
| 2024  | 163 000 000 | 5 396 000 | 314 166              |
| 2025  | 166 000 000 | 5 280 000 | 289 623              |

## Programmes dérivés
Depuis 1956, l'Eurovision a inspiré plusieurs festivals et compétitions musicales, à des niveaux nationaux ou internationaux.
Certains existent toujours :
- le Festival de Sopot, qui se tient annuellement à Sopot, en Pologne, depuis 1961[230].
- le Cân i Gymru, qui se tient annuellement au Pays de Galles, depuis 1969[231].
- le Concours Eurovision de la chanson junior, qui se tient annuellement entre les membres de l'UER, depuis 2003.
- les deux Festivals ABU de la chanson, qui se tiennent annuellement entre les membres de l'Union de radio-télévision Asie-Pacifique, depuis 2012[232].
- le Concours Türkvizyon de la chanson, qui s'est déroulé pour la première fois en Turquie, en 2013[233].

Certains ont disparu :
- le Yamaha Music Festival, qui s'est tenu annuellement à Tokyo, au Japon, entre 1970 et 1989[234].
- le Concours Intervision de la chanson, qui s'est tenu annuellement entre les membres de l'OIRT entre 1977 et 1980. Ce concours était intégré au Festival de Sopot[230].
- le Bundesvision Song Contest, qui s'est tenu annuellement entre les seize länder allemands, entre 2005 et 2015[235].
- l'American Song Contest, l'adaptation américaine du concours, diffusée en février 2022[236].

Deux projets ont également été avortés : l'Eurovision Asie, annulé en 2021 et l'Eurovision Canada, initialement prévu en 2023 mais annulé cette même année.

## Dans la fiction
- Cupcakes, une comédie israélo-française réalisée par Eytan Fox, sortie en 2013, racontant une bande d'amis qui décide de composer une chanson pour l’anniversaire de l’une d’entre eux et se retrouve à participer à un concours international, Universong, qui est de façon transparente l'Eurovision[238].
- Eurovision Song Contest: The Story of Fire Saga, un film/comédie musicale américaine sorti en 2020 sur Netflix, et réalisé par David Dobkin, parlant de deux musiciens islandais rêvant de gagner l'Eurovision.
- Beautiful People : dans l'épisode 2 de la saison 2 (Ma première aigrette), Simon est invité au Concours Eurovision de la chanson 1998 à Birmingham et se retrouve par mégarde sur scène, où il vole une aigrette sur le costume de la gagnante, Dana International[239].
- Souvenir, une comédie-dramatique française réalisée par Bavo Defurne et sorti en 2016, racontant le come-back d'une chanteuse ayant participé à l'Eurovision.
- Yves, une comédie française réalisée par Benoît Forgeard et sorti en 2019, tourné autour d'un frigo connecté, candidat au concours de l'Eurovision[240].